# تاریخ زنان

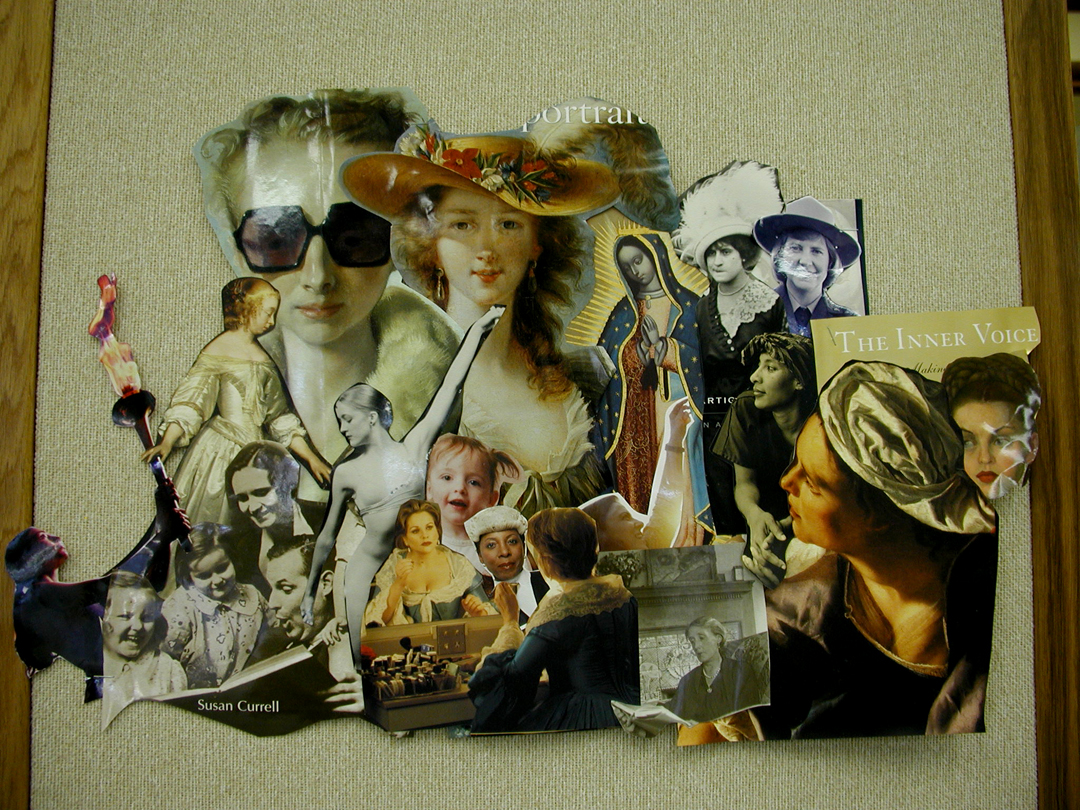
زنان

تاریخ زنان یکی از بخش‌های مطالعات زنان است که به بررسی امور زنان در طول تاریخ انسان می‌پردازد. تاریخ زنان شامل خواندن رشد حقوق زنان در تاریخ مکتوب و دستاوردهای شخصی در زمانی معین و بررسی افراد و گروهایی از زنان که دارای اهمیت تاریخی هستند و تأثیراتی که رخدادهای تاریخی بر زنان داشته‌اند می‌شود. باور اصلی در تاریخ زنان این است که مکتوبات تاریخ سنتی مشارکت زنان درزمینه‌های مختلف و تأثیراتی که رویدادهای تاریخی که به‌طور کل بر زنان داشته‌اند را کوچک و کم‌اهمیت انگاشته‌است. بدین ترتیب تاریخ زنان اغلب گونه‌ای بازبینی تاریخی است که تلاش برای به چالش کشیدن و همین‌طور گسترش تاریخ سنتی را دارد.

## سیر تاریخی

### در مصر باستان
مدارک زیادی از تاریخ زنان در مصر باستان وجود دارد که می‌توان به تأثیرات زنانی مانند برنیس چهارم و نیتوکریس اشاره کرد. زنان در مصر باستان از برخی حقوق خاص برخوردار بودند که زنان دیگر در جوامع مشابه دیگر از آن برخوردار نبودند. آن‌ها می‌توانستند دارایی داشته باشند و در دادگاه از نظر قانونی با مردان برابر بودند. با این حال، مصر باستان جامعه ای بود که تحت سلطه مردان بود و ماهیتی مردسالار داشت. زنان نمی‌توانستند پست‌های مهمی در دولت داشته باشند، اگرچه زنان حاکم و حتی زنان فراعنه وجود داشتند. زنان در دربار سلطنتی موقعیت خود را از طریق رابطه با پادشاهان مرد به دست آوردند. بیشتر زنان به دهقانان تعلق داشتند و در کنار همسرانشان به کار کشاورزی مشغول بودند. شناخته می‌شد که زنان در غیاب شوهر یا پسرانشان مزارع یا مشاغل را اداره می‌کردند. در میان طبقات بالای جامعه، یک زن معمولاً خارج از خانه کار نمی‌کرد و در عوض بر خادمان خانه و تحصیلات فرزندانش نظارت می‌کرد. یک استثنا صنعت نساجی است. در اینجا زنان به عنوان بافنده گواهی شده‌اند. نامه ای که در لاهون یافت شده و مربوط به حدود ۱۸۰۰ سال قبل از میلاد مسیح است، شش زن بافنده را نشان می‌دهد. در پادشاهی کهن مصر زنان ثروتمند اغلب صاحب خانه‌های شخصی بودند. زنان و مردان شاغل در کنار هم بودند و یافتن سایر زنان با عناوین اداری غیر معمول نیست. به ویژه در صحنه‌های مقبره دوره‌ها، مردان اغلب توسط مردان خدمت می‌کنند، در حالی که زنان توسط زنان. در اینجا، جدایی جنسیت قابل مشاهده است.
زنان متعلق به خانواده‌هایی که به اندازه کافی ثروتمند برای استخدام پرستار بچه‌ها برای کمک به مراقبت از کودکان، به‌طور مکرر به عنوان عطر ساز کار می‌کردند و همچنین در دادگاه‌ها و معابد مانند آکروبات‌ها، رقصندگان، خوانندگان و نوازندگان مشغول به کار بودند، که همه کارهای قابل احترامی برای زنان طبقه بالا محسوب می‌شدند. زنان متعلق به هر طبقه ای می‌توانستند به عنوان عزادار یا نوازنده حرفه ای کار کنند و این مشاغل معمول بود. زنان نجیب می‌توانند عضوی از روحانیت باشند که به یک خدا یا یک الهه متصل باشند. زنان حتی می‌توانند مانند یک خانم ننوفر از پادشاهی نوین مصر در راس شغلی قرار بگیرند، و همچنین می‌توانند مانند یک خانم پیششت در دودمان چهارم مصر پزشک باشند.

### در آکدیان

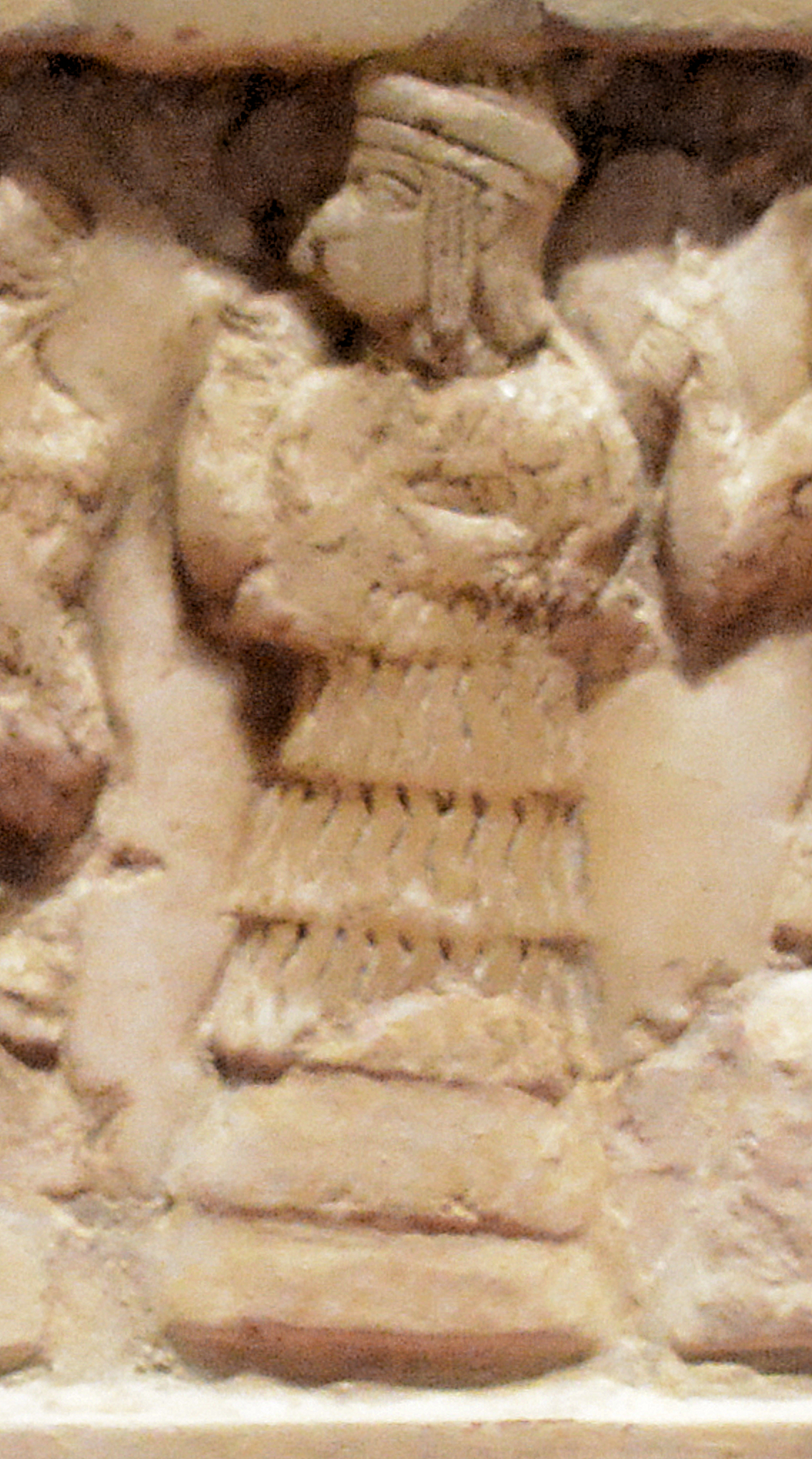
انهدوآنا اولین شاعر جهان

مدارک کمی درمورد وضعیت زنان در آکدیان واقع در میان رودان وجود دارد. با این حال اولین شاعر جهان انهدوآنا از زنان آکدی بود که اطلاعات بسیاری دربارهٔ آن موجود است.
انهدوآنا از نظر ادبیات و تاریخ، دانشمندان او را قدیمی‌ترین نویسنده زن و شاعر می‌دانند که بالاترین رتبه از روحانیت در هزاره سوم قبل از میلاد، توسط پدرش، سارگن اکدی به او داده شده بود. او در سال ۲۳۰۰ قبل از میلاد به دنیا آمد. پس از اینکه پدرش موفق به ایجاد امپراتوری اکد شد به عنوان کاهنه معبد و زیگورات اور که مختص پرستش اینانا بود، منصوب گردید. او در دوران تصدی کاهنی در زیگورات اور تعداد زیادی شعر در ستایش اینانا دارد. او اولین شاعر ثبت شده تاریخ است.
پوآبی با نام ملکه یا شهبانو مشهور است. مقام پوآبی در حکومت هنوز کاملاً روشن نیست چندین مهر استوانه‌ای در آرامگاه او پیدا شده‌است که از او با نام‌های نین و اِرِش یاد شده که آنها می‌توانند به معنی شهبانو یا کشیش باشند. به هر حال روشن است که پوآبی نقش فرهنگی و اجتماعی مهمی در حکومت آکدیان داشته‌است.

### در چین باستان
ملکه وو زتیان تنها زن در تاریخ چین باستان بود که عنوان امپراتریس فرمانروا را دارا بود. او عضو دودمان تانگ بود و به مدت ۲۵ سال به عنوان نایب السلطنه مستبد در سلسله تانگ (۶۱۸–۹۰۷) حکومت کرد و بعد به عنوان یکی از امپراتوران تأثیرگذار و بحث‌برانگیز تاریخ چین تبدیل شد.

### زن در یهودیت
برخی محققین، نقش زنان را در روایات تنخ یهودی کم‌رنگ دانسته‌اند؛ استانسون کتاب مقدس را کتابی سرتاسر مردانه دانست. البته در بین اسرائیلیان، شکلی از مادرسالاری وجود داشته‌است که نشان‌دهندهٔ موقعیت زن در خانواده‌های اسرائیلی است. ساره همسر ابراهیم، راحیل و لیه همسران یعقوب، صفورا همسر و میریام خواهر موسی، استر همسر خشایارشاه، مهم‌ترین زنان عهد عتیق هستند. بنا بر روایت تورات، زن از دندهٔ مرد آفریده شده‌است و در باغ عدن، حوا بود که آدم را به خوردن میوه ممنوعه اغوا کرد؛ و به جزای این گناه شوهرش تا ابد بر وی مستولی شد. در بین اسباط یهود، تنها زنی که به داوری رسید، دبوره بوده‌است؛ که بر اساس هاگادا و متون میدراش، به وی وحی نمی‌شده و در نتیجه، شأن پیامبری نداشته‌است. بر اساس هاگادا، تنها زنی که خدا با او سخن گفته، ساره بوده‌است. در عهد عتیق، تنها بخشی که به جای «پسران اسرائیل»، عبارت «دختران اسرائیل» به کار رفته‌است، موردی بوده‌است که اشعیا دختران صهیون را برای تکبر و خودآرایی سرزنش می‌کند.

#### تفکیک جنسیتی
در کنیسه‌ها، بخش مردان و زنان با پرده‌ای به نام مهیتزا جدا می‌شود.
هم‌چنین یهودیان ارتدوکس معتقدند که زنان باید لباس‌های کاملاً پوشیده به تن داشته باشند و در اماکن عمومی، جدا از مردان بنشینند یا بایستند.

### حرم‌سرا
حرم‌سرا مکانی در قصر بود که زنان و کنیزهای شاه، سلطان یا خلیفه در آن زندگی می‌کردند. حرم‌سراها قدمتی بسیار طولانی در تاریخ بشر دارند و از ابتدای حکومت‌های مختلف همراه بوده‌است.

### در هخامنشیان
زن‌ها با به دنیا آوردن کودک پاداشی به صورت جو و شراب دریافت می‌کردند، که پاداش افزودن رعیتی به رعایای شاه بود و برای پسر آوردن دو برابر دختر محاسبه می‌گردید. آیین زرتشتی، آشکارا برابری میان زن و مرد را آگاهی می‌دهد ولی در برخی منابع مزدیسنا مانند بندهش از زنان به نیکی یاد نمی‌شود منابع بسیار کم و اندکی دربارهٔ وضعیت زنان در دوران باستان، به‌جای مانده‌است اما آنچه از گِل نوشته‌های تخت جمشید به‌دست آمده نشان می‌دهد که زنان مانند مردان در اجتماع حضور داشته‌اند، کار می‌کردند. وشتی همسر پاکدامن و ملکه نخست اخشورش (به روایتی خشایارشا) در کتاب استر است که به علت نپذیرفتن خواسته شاه برای پوشیدن لباس نیمه برهنه در جشن، از جایگاه ملکهٔ ایران برکنار شد.
در دوران هخامنشیان مرد و زن در کنار یکدیگر کار می‌کرده‌اند، از حقوقی برابر برخوردار بوده‌اند و گاه حتی کارهای سخت‌تر را به عهده داشته‌اند؛ مثلاً گروه‌های بزرگی از زنان کشاورز را می‌بینیم. سنگ سابان معمولاً بیشترشان زن هستند. البته دقیقاً نمی‌توانیم بگوییم که کار این زنان چه بوده‌است. شاید پس از حاضر شدن نگاره‌ها، صیقل نهایی را زن‌ها انجام می‌دادند، زیرا که برای این کار دست‌های ظریف زن‌ها کارایی بیش تری داشته‌است. در سال ۱۷۰۰ (میلادی) در میان بردگانی که نمایندهٔ امپراتور اتریش در استامبول خریداری و آزاد کرد، زن سنگ‌تراشی بود از بغداد وجود داشت. بدین ترتیب می‌توان نتیجه گرفت که سده‌ها بعد هم هنوز به زن‌هایی برمی‌خوردیم که با سنگ سر و کار داشته‌اند. مسلم است که این کار برای زن‌ها باید دشوار بوده باشد.
پیشهٔ بیشتر زنان لوح‌های تخت جمشید دوخت و دوز و خیاطی بوده‌است. کاری بسیار متنوع، شامل دوخت لباس‌های کاملاً ساده یا لباس‌های پر زرق و برق که پس از دوخت، هنرمندانه سوزن کاری می‌شده‌است. امکانات آموزش‌های هنری و مهارت‌های حرفه‌ای، برای زن و مرد یکسان و حقوق آنان برابر بوده‌است.

### در یونان باستان
در آن دوران زنان اجازهٔ یادگیری هنرهای رزمی را نداشتند در نتیجه نمی‌توانند در دفاع از شهر نقشی داشته باشند. همچنین دختران در نزد مردم نسبت به پسران بسیار غیرمفید دانسته می‌شدند برای همین بیشتر دیده می‌شد که خانواده‌ها فرزندان دختر خود را بر سر راه بگذراند و آن‌ها را در طبیعت رها کنند یا حتی به عنوان برده بفروشند که البته این کار در مورد پسران بسیار کمتر دیده می‌شد. ژان استوبه (سدهٔ پنجم) در مجموعهٔ خود دربارهٔ یونان باستان گفته‌است که دستور کار جا افتاده در ذهن مردم چنین بود: «اگر پسردار شدیم، همیشه آن را بزرگ می‌کنیم و نگه می‌داریم، حتی اگر ندار (فقیر) باشیم، ولی دختر، آن را بر سر راه می‌گذاریم، حتی اگر دارا (ثروتمند) باشیم» اگر هم فرزند دختری نگه داشته می‌شد و بر سر راه گذاشته نمی‌شد، باز همچنان از بهداشت و توجه کمتری برخوردار بود.
حس بیزاری و نفرتی که در آن دوران نسبت به زنان وجود داشت باعث شده بود که آن‌ها اجازهٔ ورود در کارهای فکری در جامعه را نداشته باشند. سمونید آمورگُس (Sémonide d'Amorgos) در جای دیگر در اشاره به آفرینش پاندورا به دستور زئوس می‌گوید: «این زئوس بود که بدترین چیز ممکن را آفرید: زنان!»
با وجود تمام این محدودیت‌ها استثناهایی در پزشکی، فلسفه و ریاضیات (مکتب فیثاغورسی) وجود داشت. برای نمونه می‌توان از تئانو فیلسوف و ریاضی‌دان یونانی پیرو مکتب فیثاغوری که در سدهٔ ششم پیش از میلاد زندگی می‌کرد، نام برد.
در میان اسپارت‌ها شرایط جور دیگری بود، در این سرزمین اگر نگوییم زنان با مردان برابر بودند دست کم می‌توان با اطمینان به نقش‌های درخور توجه آن‌ها در جامعه اشاره کرد. در آنجا زنان از آموزش بهره‌مند می‌شدند و می‌توانستند موسیقی، رقص، آمادگی جسمانی، ورزش‌های پا و مهارت‌های نظامی مانند پرتاب نیزه، پرتاب دیسک و… را فرابگیرند. در آن سرزمین دیده شدن زنان سوار بر اسب یا در حال یادگیری فنون نظامی بسیار معمول و پذیرفته شده بود (نگاه کنید به آموزش‌های اسپارتیان).
اسپارتیان بر این باور بودند که تنها زنان محکم و نیرومند می‌توانند فرزندانی نیرومند در آینده داشته باشند. این باور بدنهٔ جامعهٔ اسپارتیان بود.

### زنان در سلوکیان
حاکمیت استبدادی سلوکیان در وضعیت زنان تأثیر بسزایی داشت. اسکندر مقدونی با حمله به امپراتوری هخامنشیان زنان بسیاری از مقامات هخامنشی را به ازدواج اجباری رساند. داریوش در پی شکست در نبرد ایسوس در سال ۳۳۳ پیش از میلاد، فرار کرد و خانواده‌اش به اسارت نیروهای مقدونی درآمدند. داریوش پس از این شکست به اسکندر تقاضای صلح داد و شرائط صلح، پرداخت غرامت از طرف ایران و ازدواج با خانوادهٔ سلطنتی ایران و واگذاری آسیای صغیر به اسکندر بود و در ازای این گذشت‌ها از اسکندر خواسته شده بود که خانوادهٔ داریوش را بازگرداند. اسکندر این شرائط را نپذیرفت. دری‌په‌تیس، روشنک و استاتیرای دوم و استاتیرا (دختر داریوش سوم) به ازدواج دسته‌جمعی در شوش درآمدند.

#### المپیاس
المپیاس مادر اسکندرمقدونی بود. المپیاس دختر نئوپتولموس یکم، شاه قبیلهٔ مولوسیا در اپیروس، و خواهر الکساندر یکم بود. خانوادهٔ او به خاندان آیاکیدای تعلق داشت. خاندان آیاکیدای از محترم‌ترین خاندان‌های اپیروس به‌شمار می‌آمد و مدعی بود که نسبش به نئوپتولموس، پسر آشیل، می‌رسد. ظاهراً نام اصلی المپیاس، پولوکسِنا بوده اما پیش از ازدواج با فیلیپ دوم مقدونی و در پی آشنایی‌اش با آیین مرموز و ناشناخته‌ای، به مورتاله تغییر نام داده‌است.
المپیاس سومین نامی بود که وی خود را بدان نامید و احتمالاً به سبب پیروزی فیلیپ در بازی‌های المپیک سال ۳۵۶ پیش از میلاد بوده‌است. همچنین او استراتونیکه نیز خوانده شده‌است که احتمالاً لقبی بوده که پس از پیروزی بر ائورودیکه در سال ۳۱۷ پیش از میلاد به انتهای نام خود افزوده‌است.
در سال ۳۳۶ فیلیپ در پی تحکیم روابطش با الکساندر یکم، دخترش از المپیاس را برای ازدواج به الکساندر پیشنهاد داد. این امر موجب منزوی‌تر شدن المپیاس می‌گشت زیرا که دیگر به حمایت برادرش نیز نمی‌توانست دل خوش کند. اما در مراسم ازدواج کلئوپاترا با الکساندر، فیلیپ توسط پاوسانیاس، سردستهٔ محافظانش، به قتل رسید و المپیاس به مقدونیه بازگشت. گمان می‌رود المپیاس در ماجرای قتل فیلیپ دست داشته باشد یا حداقل از آن پشتیبانی کرده باشد.

#### کلئوپاترا
کلئوپاترا آخرین فرعون امپراتوری بطلمیوسی و یکی از قدرتمندترین و بزرگ‌ترین پادشاهان زن در تاریخ جهان بود. کلئوپاترا زنی بسیار زیبا، باسواد، باهوش و جاه طلب بود، وقتی در هجده سالگی ملکه شد در مصر فرمانروایی برای زنان ممنوع بود؛ بنابراین او را مجبور کردند که فرمانروایی خود را ابتدا با برادرانش و سپس با پسرش شریک شود. کلئوپاترا در ابتدا به همراه پدرش، بطلمیوس دوازدهم آولتس، و سپس به همراه برادرانش، بطلمیوس سیزدهم و بطلمیوس چهاردهم، مشترکاً بر تخت سلطنت نشست اما در نهایت به تنها فرمانروای مصر مبدل شد. تا به امروز کلئوپاترا همچنان به عنوان یکی از شخصیت‌های مشهور در فرهنگ غربی باقی مانده‌است و به خاطر اغواگری و روابط عاشقانه شهرت فراوان دارد.

### در اشکانی

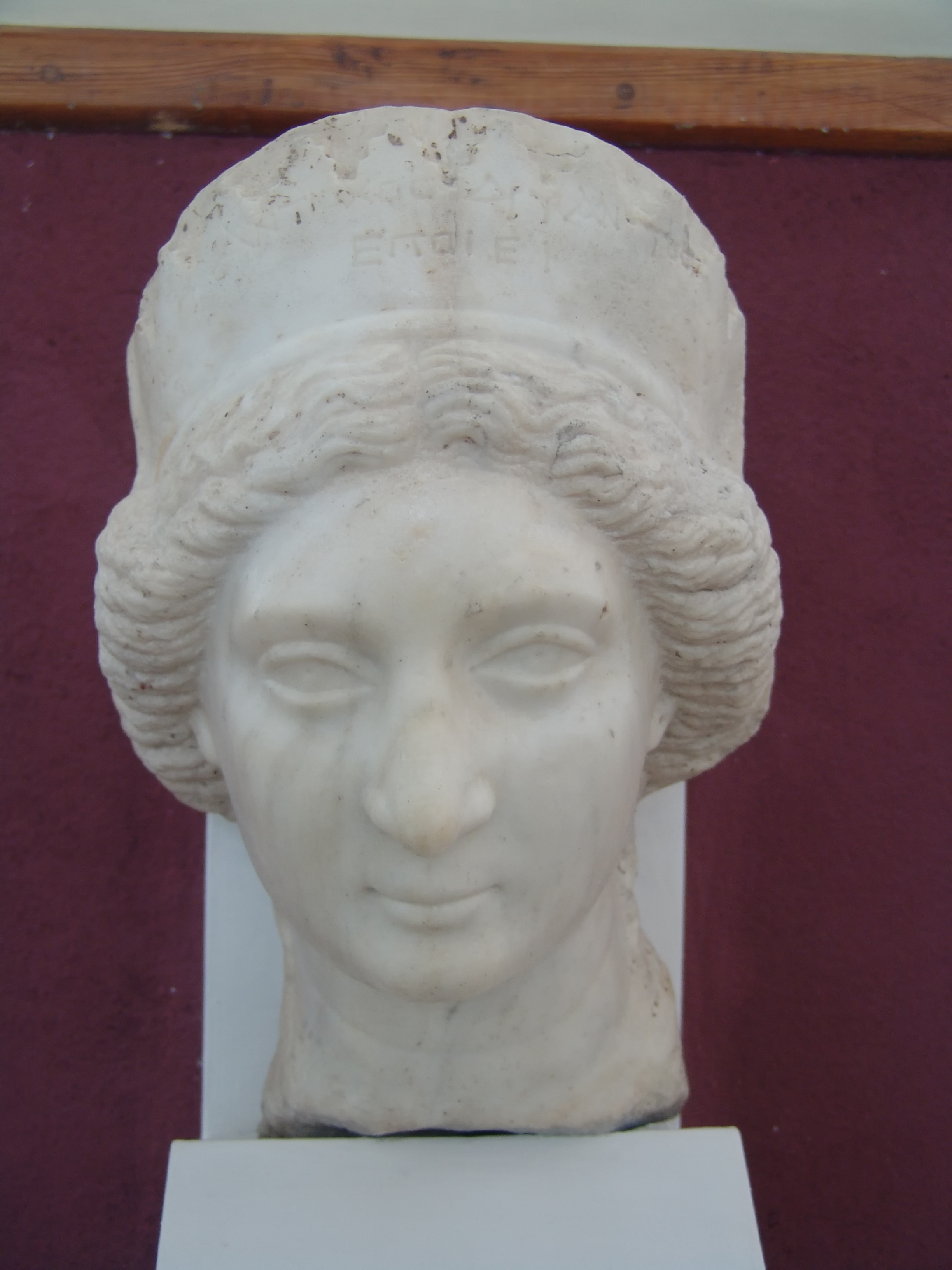
سردیس سنگی بانوی اشکانی

موزا، ملکه شاهنشاهی اشکانی از سال ۲ پیش از میلاد تا ۴ میلادی بود. او که در اصل یک دختر برده رومی بود، توسط آگوستوس، امپراتور روم، (حکومت از ۲۷ پیش از میلاد تا ۱۴ میلادی) به عنوان هدیه به فرهاد چهارم، پادشاه اشکانی، (حکومت از ۳۷ تا ۲ پیش از میلاد) داده شد. او به سرعت پله‌های ترقی را پیمود و تبدیل به ملکه و همسر مورد علاقه فرهاد چهارم شد و فرهادک (فرهاد پنجم) را نیز به دنیا آورد. او سپس در سال ۲ پیش از میلاد، فرهاد چهارم را مسموم کرد و خود به همراه فرهاد پنجم، بر شاهنشاهی اشکانی فرمان راند.
همچنین از شهبانوهای اشکانی می‌توان به آریازاد، رینو و لائودیکه اشاره کرد.

### روم باستان
در آن دوران در روم باستان نقش زنان در جامعه با توجه و نسبت به مردان تعیین می‌شد و می‌توان آن‌ها را به سه دسته تقسیم کرد:
1. دختر جوان یا puella, virgo:
2. همسر یک مرد یا uxor, conjux:
3. مادر یک خانواده یا matrona, materfamilias:

سپربانو در اساطیر اسکاندیناوی زنانی هستند که برای جنگجویی انتخاب می‌شدند. سپربانوها در حقیقت آمازون‌های دریایی بودند که توفان‌ها را به حرکت درمی‌آوردند و اقیانوس‌ها را می‌شکافتند. باکره‌های سپر همچنین در داستان‌های دیگر نژاد ژرمن‌ها همچون: گوت‌ها، مارکومان‌ها و کیمبری‌ها نقش داشتند. آمازون‌ها در اسطوره‌های یونانی، نام قبیله‌ای از زنان جنگجو است که هیچ مردی را به جمع خود راه نمی‌دادند.
بودیکا قدرتمندترین فرماندهٔ یکی از قبیله‌های سلت به نام آی سینی بود. وی پس از مرگ شوهرش، رهبر قبیلهٔ آی سینی شد. اما حاکمان روم در بریتانیا، اعلام کردند که قلمرو آی سینی، باید بخشی از امپراتوری روم محسوب شود، و به همین دلیل، دستور دستگیری وی را صادر کردند. بلافاصله، افراد این قبیله، به رهبری ملکهٔ بلند قد خود، قیام کردند. آن‌ها چند منطقهٔ بسیار بزرگ را به تصرف خود درآوردند و ۷۰٬۰۰۰ رومی و متحدانشان را به قتل رساندند. به دنبال این واقعه، یک ارتش مجهز رومی، قیام را شکست داد و بودیکا مجبور شد خود را مسموم کند. در طول قیام ملکه بودیکا نیمی از مردم بریتانیا در این قیام به وی ملحق شدند.
زنوبیا همسر اودیناتوس شاه تدمر (پالمیرا) بود که بر ضد روم شورید و آسیای کوچک و مصر را به متصرفاتش اضافه کرد. زنوبیا یکی از جنگجویان و فاتحان زمان خود بود و در طول جنگ‌های شوهرش در کنار وی بود و بعد از مرگ همسرش برای پسرش وهب اللات (وابالاتوس) نایب السلطنه بود و در طول سلطنت خود به عنوان نایب امپراتوری سراسر قدرت را به تنهایی به صورت دو ژور در دست داشت.

#### بانو گودایوا

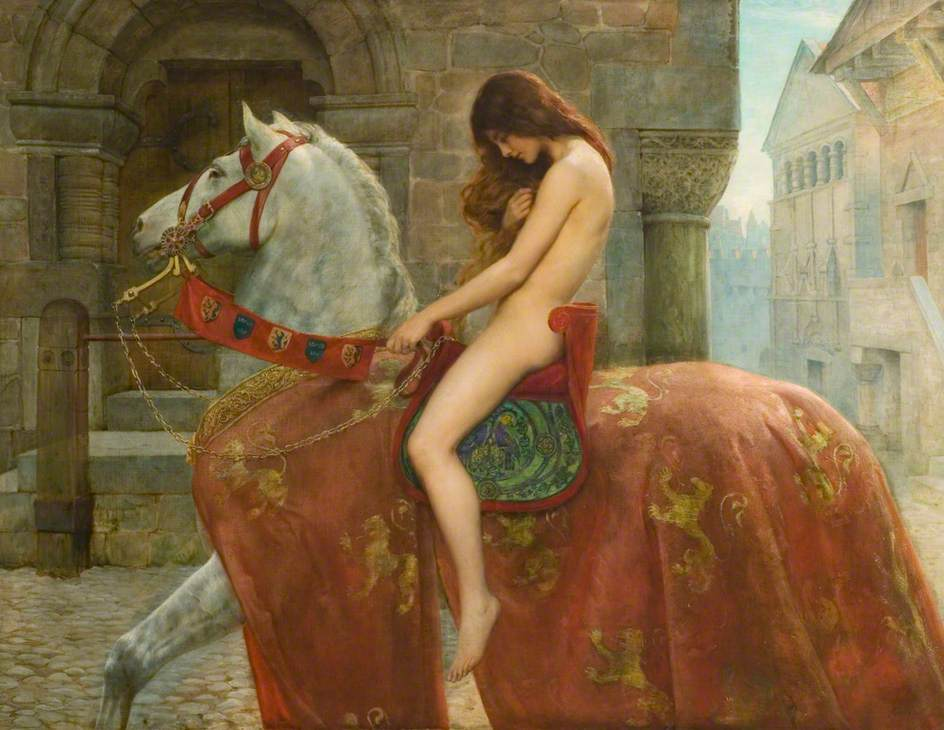
تابلوی بانو گودایوا اثر جان کالیر (۱۸۹۷)

بانو گودایو که اغلب از او با عنوان بانو گودایوا یاد می‌شود، بانوی نجیب‌زادهٔ آنگلوساکسون بود که بر اساس افسانه‌ای از سده ۱۳هم میلادی، برهنه — در حالی که تنها موهایش او را پوشانیده بود — سوار بر اسب از خیابان‌های کاونتری گذر کرد تا تخفیفی در مبالغ ظالمانهٔ مالیاتی که همسرش از مستأجران خود از اهالی کاونتری مطالبه می‌کرد دریافت کند.

#### ملکه‌های اورشلیم
ایزابلا یکم اورشلیم ملکه پادشاهی اورشلیم از سال ۱۱۹۰ میلادی تا زمان مرگش بود. وی دختر آمالریک یکم و ماریا کومنه بود. وی پس از مرگ سیبلا، ملکه اورشلیم به این مقام رسید و چهار بار با افرادی همچون هومفری چهارم، کنراد یکم، هنری دوم و آمالریک دوم ازدواج کرد. وی سرانجام در سال ۱۲۰۵ میلادی در عکا درگذشت تا دخترش ماریا جانشین وی شود.

### زن در مسیحیت
نقش زنان در مسیحیت امروزه می‌تواند به میزان قابل توجهی متفاوت باشد؛ زیرا از زمان کلیسای عهد جدید در سده سوم تاکنون دگرگونی یافته‌است. این مسئله خصوصاً در ازدواج و در کسب مناصب رسمی روحانیت در برخی از فرقه‌های مسیحی، کلیساها و نهادهای کمک‌کننده کلیساها (Parachurch) صادق است. بسیاری از سمت‌های رهبری سازمان یافته برای زنان در کلیسا ممنوع بود، اما اکنون اکثر کلیساها دیدگاه برابری طلبانه‌ای نسبت به نقش زن و مرد در کلیسا دارند.

#### مریم مقدس
مریم یک زن یهودی از شهر ناصره بود که در عهد جدید و قرآن، او مادر عیسی معرفی شده‌است. به روایت مسلمانان دختر عمران، از نسل هارون و از طایفهٔ لاوی بود ولی به روایت مسیحیان وی از لاوی نبود بلکه نسبش به داوود پادشاه می‌رسید و از طایفه یهودا بود. نام مادرش، حنا بود که خاله‌اش - در روایت‌های مسیحی دختر خاله - الیصابات، همسر زکریا بود. مریم در ناصره شهری در جلیل متولّد شد. به روایت قرآن در زمان تولّد مریم، پدرش عمران کشته شده بود. به روایت قرآن، همسر عمران، در هنگام بارداری، آنچه در رحم داشت، برای خدمت در بیت المقدّس نذر کرد. با این که فرزند عمران، دختر بود، او را در خدمتگزاری معبد آزاد گذاشتند. حنا او را مریم به معنی عبادت‌کننده نام نهاد. شوهر خاله‌اش زکریا توانست کاهنان را متقاعد کند تا مریم برای خدمتگزاری معبد سلیمان در اورشلیم ساکن شود.
در انجیل لوقا آیه ۱: ۲۶–۳۸ ولادت عیسی را چنین روایت می‌کند: و در ماه ششم جبرائیل فرشته از جانب خدا به بلدی از جلیل که ناصره نام داشت، فرستاده شد، نزد باکره‌ای نامزد مردی مسمی به یوسف نجار از خاندان داود و نام آن باکره مریم بود. پس فرشته نزد او داخل شده، گفت: «سلام بر تو ای نعمت رسیده، خداوند با توست و تو در میان زنان مبارک هستی.» چون او را دید، از سخن او مضطرب شده، متفکر شد که این چه نوع تحیت است. فرشته بدو گفت: «ای مریم ترسان مباش زیرا که نزد خدا نعمت یافته‌ای؛ و اینک حامله شده، پسری خواهی زایید و او را عیسی خواهی نامید. او بزرگ خواهد بود و به پسر اعلی مسمی شود، و خداوند خدا تخت پدرش داود را بدو عطا خواهد فرمود؛ و او بر خاندان یعقوب تا به ابد پادشاهی خواهد کرد و سلطنت او را نهایت نخواهد بود.» مریم به فرشته گفت: «این چگونه می‌شود و حال آنکه مردی را نشناخته‌ام؟» فرشته در جواب وی گفت: «روح‌القدس بر تو خواهد آمد و قوت اعلی بر تو سایه خواهد افکند، از آن جهت آن مولود مقدس، پسر خدا خوانده خواهد شد؛ و اینک الیصابات از خویشان تو نیز در پیری به پسری حامله شده و این ماه ششم است، مر او را که نازاد می‌خواندند؛ زیرا نزد خدا هیچ امری محال نیست.» مریم گفت: «اینک کنیز خداوندم. مرا برحسب سخن تو واقع شود.» پس فرشته از نزد او رفت.
مسیحیت تأثیرات قابل توجهی در ساسانیان نیز گذاشته‌است. کریستینای ایرانی که به نام یزدوی زاده شد، یک نجیب‌زادهٔ ساسانی و شهید مسیحی است. او از آیین زرتشتی خارج و به مسیحیت و کلیسای مشرق گروید. او به دلیل خودداری از ازدواج با یک نجیب‌زاده کشته شد و میان مسیحیان به عنوان یک شهید باکره مورد احترام قرار می‌گیرد. مطابق یک تذکره شهدای یونانی، او با ضربه‌های میله کشته شد. تاریخ دقیق مرگ او ناشناخته است اما احتمالاً در دوران حکومت خسرو انوشیروان (حکومت از ۵۳۱ تا ۵۷۹) بوده‌است.

### در ساسانیان
در دوران ساسانیان، پوران‌دخت اولین زنی که در ایران بر تخت شاهی تکیه زد. خسرو پرویز بیش از هر چیز به ظروف تزئینی گرانبها، عطریات و روایح، غذاهای لذیذ و زنان زیبارو علاقه داشت. در عصر ساسانیان نگاه ابزاری به زنان و وجود چند شوهری برای زنان رواج داشت، بطوریکه شاهان و موبدان و ثروتمندان و درباریان زنان و کنیزان و حرمسراهای فراوانی بدون قید و شرط در اختیارشان بود و از طرف دیگر اکثریت مردان جامعه با کمبود زن مواجه می‌شدند که «قباد» پادشاه ساسانی برای حل این مشکل دستور داد مردان بصورت اشتراکی زن بگیرند. ازدواج با محارم در میان اولین پادشاه ساسانی رواج داشت. دینگ خواهر اردشیر بابکان بود که بعدها با هم ازدواج کردند. یکی از دلایل این سنّت این بود که خانواده‌های ایرانی به خاندان بیگانه زن نمی‌دادند و زنان و دختران در داخل خاندان باقی می‌ماندند.

#### گردیه
گردیه که در داستان‌های ملی ایران و شاهنامه نام وی ذکر شده‌است از زنان اشراف‌زادهٔ ایرانی و زنی جنگاور از خاندان مهران بود. او خواهر سپهبد بهرام چوبین؛ همسر بهرام سیاوشان سپس همسر ویستهم دائی خسرو پرویز، و در آخر همسر خسرو پرویز بود. وی همچنین مادر جوانشیر پسر خسرو بود. پسرش جوانشیر در دوران هرج و مرج بعد از کشته شدن پدرش خسروپرویز، مدت کوتاهی سلطنت کرد.

### زن در اسلام
موقعیتِ زنان در دین اسلام، مورد اختلافِ نظر بوده‌است. شریعت اسلام، تفاوت‌هایی برای حقوق، تکالیف، و نقش‌های زنان و مردان قائل شده‌است. اسلام، اختلاط بین زنان و مردان نامحرم را ممنوع کرده‌است. خلوت کردن زن و مرد بیگانه در اسلام، حرام است. در صدر اسلام خدیجه دختر خویلد مال‌التجاره‌ای را به محمد سپرد و آن دو پیش از آن که با یک‌دیگر ازدواج کنند، با هم مبادلات اقتصادی داشتند. البته جدایی جنسیتی در اسلام، به معنی نفی هرگونه رابطه اجتماعی زنان و مردان و حذف زنان از اجتماع نیست بلکه فقط زنان حق خوانندگی، رفتن به ورزشگاه‌ها و پوشش اختیاری را ندارند و باید مانند مردان از اصول اسلام پیروی کنند.
علی بن ابی‌طالب در نهج البلاغه ذکر کرده‌است: «فَاِنَّهُنَّ ضَعیفاتُ القُوی: زنان از نظر بدنی ضعیف اند.»

#### در سیاست
بی‌نظیر بوتو اولین نخست‌وزیر زن مسلمان در جهان بود که در دسامبر ۲۰۰۷ در پاکستان ترور شد.

#### چندهمسری
چندهمسری و چندزنی در یهودیت و اسلام جایز شمرده شده‌است؛ در حالی که در مسیحیت ممنوع است.

#### سهم ارث
از آنجا که کار کردن و حضور زنان در اسلام مطابق قوانین بیشتری نسبت به مردان است، زنان طبق قوانین در خصوص درصد سهم ارث نصف مردان هستند که اسلام با نسبت به موقعیت اجتماعی و اقتصادی بیشتر مرد در جامعه اسلامی آن را تصدیق می‌کند.

#### تفکیک جنسیتی
در اسلام، تنها بودن زن و مردی که خویشاوندی نزدیک با هم ندارند (محرم هم شناخته نمی‌شوند)، ممنوع است؛ اما ارتباط زن و مرد مطلقاً ممنوع نشده‌است. در قرآن، سخن گفتن موسی با دختران شعیب و سلیمان با بلقیس ملکه سبا؛ نمونه‌هایی از این ارتباط به‌شمار می‌رود. در سنت، نیز نمونه‌هایی از ارتباط زن و مرد دیده می‌شود؛ خدیجه دختر خویلد پیش از ازدواج با محمد، مال‌التجاره‌ای را در اختیار او قرار داد و او را برای یک سفر تجاری به شام فرستاد. با این حال در قرآن و حدیث، شواهدی از جدایی جنسیتی موجود است؛ قرآن و سنت محدودیت‌هایی را برای ارتباط زنان و مردان در نظر گرفته‌اند. از جمله این محدودیت‌ها، حجاب برای زنان است؛ که برخی آن را پوشانیدن تمام بدن زن و برخی آن را پوشانیدن بدن زن به جز چهره و کف دست دانسته‌اند. همچنین نظر به نامحرم، در برخی روایت‌ها زنای چشم نامیده شده‌است.

#### برده‌داری
|                  |  |  |
| بازار برده‌فروشان |  |  |

کتاب قرآن در بخش‌های مختلف با تفصیل به موضوع برده‌داری پرداخته و چگونگی نحوه داشتن برده‌های زن و چگونگی برقرار کردن رابطه جنسی با آنان و همچنین آزاد کردن بردگان پرداخته‌است. اسلام اصل برده‌داری را به رسمیت می‌شناسد. بردگی در اسلام، به هفت شکل مختلف (بنابر نظر مشهور) می‌تواند به وجود بیاید.
برده‌داری از موضوعات چالش‌برانگیز و مورد اختلاف دین اسلام است. اگرچه امروزه برده‌داری در دید عرف امری مذموم و ناپسند بوده و از ضوابط حتمی حقوق بشر به‌شمار می‌رود، ولی همچنان اکثریت روحانیون مسلمان معاصر نسبت به این پدیده سکوت اختیار نموده و حتی گروهی از ایشان، به صراحت از برده‌داری دفاع می‌کنند. برای مثال آیت‌الله محمدتقی مصباح یزدی می‌گوید: «مسئله بردگی فی‌الجمله در اسلام پذیرفته شده‌است و ما از آن دفاع می‌کنیم»
در اسلام در کنار تجاوز به برده، تشویق به آموزش و مهربانی با برده نیز شده‌است.

#### دیه
مسلمانان معتقد هستند که تمامی احکام اسلام بر پایه مصالح و مفاسد خاصی استوار است. برای هر حکمی، حکمتی است و در جعل هر قانونی، مصلحتی موجود است. دیه زن مالی است که در عوض لطمه بدنی به زن، به او یا ورثه‌اش پرداخت می‌شود. بیشتر فقیهان مسلمان و همچنین قانون مجازات اسلامی، دیه زن را تا یک سوم مبلغ دیه کامل با دیه مرد برابر دانسته و پس از آن، نصف دیه مرد قرار داده‌است؛ ولی تعدادی از فقیهان شیعه دیه زن و مرد را برابر دانسته‌اند.
فقیهان دلیل این نابرابری را تفاوت ارزش مادی زن و مرد ندانسته و آن را به تفاوت‌های اقتصادی و نه انسانی مرتبط دانسته‌اند. عده‌ای نیز معتقدند نصف بودن دیه زن نسبت به مرد، در احکام دیگر نظیر تکفل وی توسط مرد جبران شده‌است.

### در بیزانس
در امپراتوری بیزانس امپراتریس‌های زیادی مانند تئودورا، زوئه مقدونی و ریتای ارمنستان اشاره کرد که تأثیرات بسیاری در تاریخ بیزانس را پدیدآوردند.

### در قرون وسطی
دارای چندین نقش گوناگون اجتماعی بودند. زنان در این دوره که سده پنجم تا پانزدهم میلادی را در تاریخ اروپا به خود اختصاص می‌دهد نقش‌هایی مانند همسر، مادر، دهقان، صنعت‌گر، راهبه و همچنین نقش‌های مهم رهبری مانند رئیسه صومعه یا ملکه سلطنتی را عهده‌دار بودند. مفهوم زن از جهات مختلف و توسط نیروهای گوناگون در سده‌های میانه دگرگون شد. زنان در قرون وسطی رسماً تابع مرد بودند، خواه آن مرد پدر، شوهر یا خویشاوندان دیگر باشند. بیوه‌ها اغلب اجازه کنترل بر زندگی خودشان به آنها داده می‌شد، اما در محدودیت‌های اعمال شده قانونی بودند. کار زنان به‌طور کلی شامل کارهای خانگی یا سایر کارهای داخلی بود. زنان دهقان معمولاً مسئول کارهای خانه، نگهداری از بچه، در کنار باغبانی و دامداری در نزدیکی خانه بودند. آنها همچنین می‌توانستند با کارهایی از قبیل نخ‌ریسی بردرآمد خانوار بیفزایند. در زمان برداشت محصول از آنها خواسته می‌شد در کار در مزرعه کمک کنند. زنان شهری همچون زنان دهقان مسئول کارهای خانه بودند. آنها همچنین می‌توانستند در کار تجارت هم وارد شوند. اما چه تجارت‌هایی بر روی زنان گشوده بود از کشور به کشور و در زمانهای مختلف فرق می‌کرد. زنان اشراف مسئول امور خانه بودند و بعضاً در غیاب اقوام مذکر می‌توانستند اداره املاک را نیز بدست گیرند. اما آنها در شرکت در کارهای نظامی و امورات دولتی محدودیت داشتند. کلیسا نیز تنها نقشی که برای زنان قائل بود راهبه شدن بود زیرا زنان نمی‌توانستند کشیش شوند.
کریستین دو پیزان وی یک زن ونیزی دورهٔ قرون وسطی بود و به شدت با زن‌ستیزی و خشونت علیه زنان در فرهنگ قرون وسطی مبارزه کرد. او به عنوان شاعر در دوران خود بسیار مورد توجه و تحسین بود.
در قرون وسطی شوهرهای مبارز در جنگ‌های مختلف در اروپا، برای جلوگیری از استمناء و آمیزش جنسی به زنان خود کمربند پاکدامنی وصل می‌کردند و کلید آن را به راهب‌ها می‌دادند.

### در سده شانزدهم
الیزابت یکم زاده ۱۷ نوامبر ۱۵۵۸ تا زمان مرگش ملکهٔ انگلستان و ایرلند بود. سلطنت الیزابت به عنوان «عصر الیزابت» شناخته می‌شود و مهم‌تر از همه برای رشد و شکوفایی درام و تئاتر انگلیس که توسط پیشگامانی چون ویلیام شکسپیر و کریستوفر مارلو رهبری می‌شد و نیز به خاطر قابلیت‌های دریانوردی ماجراجویان انگلیسی مانند سر فرانسیس دریک شهرت داشت. بعضی از مورخان در ارزیابی خود کم‌سخن‌تر و خوددارتر هستند، آنان الیزابت را فرمانروایی عصبانی و دودل توصیف می‌کنند که بیش‌تر از بختش برمی‌خورد. در اواخر حکومتش، مشکلات نظامی و اقتصادی محبوبیت او را تضعیف کرد. می‌توان گفت که الیزابت در عصری که دولت متزلزل و محدود و پادشاهان در کشورهای همسایه با مشکلات داخلی که حتی تخت‌وتاجشان را تهدید می‌کرد روبرو بودند بازیگری کاریزماتیک و بازمانده‌ای سرسخت بود.
الیزابت باتوری گرفین مجاری از خانوادهٔ اشرافی باتوری در پادشاهی مجارستان بود که بنا بر روایاتی مرتکب اعمال وحشتناک و بیرحمانه‌ای شد و اکنون در سراسر جهان به عنوان یکی از نمادهای خون‌آشامی شناخته می‌شود. وی یکی از قاتلان سریالی و همچنین بی رحم‌ترین انسان تاریخ بشمار می‌رود. او تصور می‌کرد که با حمام خون گرفتن پوست بهتری خواهد داشت. بعلاوه او گوشت تعداد زیادی از دختران جوان را هم خورده بود و در محل زندگی خودش ۶۵۰ دختر قربانی او شده بودند. الیزابت برای شکنجهٔ دختران سوزن زیر ناخن‌هایشان فرومی‌کرد و به عنوان وحشتناک‌ترین قاتل سریالی آن دوره شناخته می‌شد. در آخر او را به مدت چهار سال درون یک اتاق قرار دادند و پس از آن مرد.

### در سده هفدهم
ماری لوییز، سیاست‌مدار اهل مشترک‌المنافع لهستان–لیتوانی ملکه لهستان و دوشس اعظم لیتوانی بود. ماری قصد ازدواج با گاستون، دوک اورلئان را داشت اما پادشاه لویی سیزدهم به شدت با این ازدواج مخالف بود و فلذا بعداً او را در قلعه وینسنس و بعداً در یک کلیسای کوچک زندانی کرد. اما در نهایت وی با سسیلیا رناتا از اتریش، دختر فردیناند دوم، امپراتور مقدس روم و ماریا آنا ازدواج کرد از جهتی این تصمیم برای فرانسه بسیار نامناسب بود و لویی به شدت خشمگین بود زیرا اتحاد جدیدی بین امپراتوری اتریش و امپراتوری لهستان و لیتوانی برقرار شد.
آن اتریش ملکهٔ فرانسه به‌واسطهٔ ازدواج با لوئی سیزدهم (دوران حکومت ۱۶۱۰–۱۶۴۳) و نایب‌السلطنهٔ پسرش لوئی چهاردهم در نخستین سال‌های بر تخت نشستن او بود. لوئی سیزدهم در مه ۱۶۴۳ درگذشت و پسر خردسالش با عنوان لوئی چهاردهم جانشین او شد. بر طبق وصیتنامهٔ لوئی سیزدهم، نایب‌السلطنتی آن اتریش به‌طور مستقل برای پسرش نفی شده بود اما آن از طریق پارلمان پاریس این وصیتنامه را باطل کرده و خود به‌تنهایی نایب‌السلطنهٔ لوئی چهاردهم شد. او سپس کاردینال ژول مازارن را به صدراعظمی خود گرفت.
نورجهان، زنی ایرانی و همسر بسیار زیرک و بانفوذ جهانگیر از پادشاهان گورکانی هند بود. نورجهان قدرتمندترین ملکهٔ تاریخ کل هند بشمار می‌آید و نقش مفیدی را در تاریخ هند بازی کرده‌است.
ماری لوییز ملکه لهستان اولین بار وی پیشنهادی از پادشاه تازه انتخاب شده لهستان و دوک بزرگ لیتوانی، در سال ۱۶۳۴ بدست آورد، اما در نهایت وی با سسیلیا رناتا از اتریش، دختر فردیناند دوم، امپراتور مقدس روم و ماریا آنا ازدواج کرد از جهتی این تصمیم برای فرانسه بسیار نامناسب بود و لویی به شدت خشمگین بود زیرا اتحاد جدیدی بین امپراتوری اتریش و امپراتوری لهستان و لیتوانی برقرار شد.
ممتاز محل پس از ملکه نورجهان به عنوان قدرتمندترین ملکه امپراتوری مغول شناخته می‌شود و توانست نقش مهمی با وجود بی علاقگی و عمر کم در مقام ملکه در اداره امور دولت داشته‌است. او دیگر قدرتمندترین و تاثیرگذارترین زن دربار شاهنشاهی در زمانی که امپراتوری گورکانی در اوج شکوه و عظمت خود بود.
سده هفدم شاهد ظهور زنان نقاش بسیاری مانند سوفونیسبا آنگیسولا، الیزابتا سیرانی، لاوینیا فونتانا و جودیت لایستر بود.

### در سده هجدهم
ماریا ترزا یا ماریای کبیر برای ۴۰ سال فرمانروای (آرک‌دوشس) اتریش، ملکهٔ مجارستان، کرواسی، بوهم، ایتالیا، لهستان، امپراتریس مقدس روم و حاکم المان بود وی در زمانی به قدرت رسید که اوضاع کشور بسیار بهم ریخته بود و جنگ جانشینی برای به دست آوردن سلطنتش به پا شده بود اما وی با اصلاحات مدرن و تلاش بسیار توانست بر همه این مشکلات پیروز شود و امپراتوری اتریش را به یک کشور مقتدر تبدیل کند. ماریا به عنوان یکی از تاثیرگذارترین و قدرتمندترین امپراتریس‌های تاریخ امپراتوری مقدس روم شناخته می‌شود و به دلیل تأثیرات و اقتدار بسیاری که در امپراتوری مقدس روم داشت بیشتر به عنوان امپراتریس ماریا ترزا شناخته می‌شد. ماریا ترزا در سال ۱۷۸۰ از دنیا رفت و پسرش یوزف جانشین او شد. پس از مرگش، اصلاحات وی با دقت و تدبیر افزون‌تری توسط پسرش یوزف دوم پیگیری شدند.
کاترین دوم یا کاترین کبیر امپراتریس و تزاریس مشهور روسیه بود و به مدت ۳۴ سال این مقام را داشت. او بیشتر از هر تزار دیگری بر روسیه حکومت کرد و توانست با چندین جنگ بزرگ و موفقیت‌آمیز و با اصلاحات مدرن به سبک اروپای غربی آن سرزمین را به یک کشور مقتدر و پیشرفته و با ارتشی آموزش دیده و قدرتمند تبدیل نماید. دوران حکومت کاترین کبیر اوج اصلاحات بزرگ و اوج پیشرفت اقتصادی و موفقیت سیاسی و پیروزی‌های نظامی و اوج عصر طلایی تاریخ روسیه به حساب می‌آید همچنین دوران حکومت ملکه کاترین جدا از عصر طلایی بلکه یکی از سیاه‌ترین دورانهای تاریخ این سرزمین بوده‌است.
مستانه یک شاهدخت هندی زنی زیبا، جنگاور، دلیر، هنرمند، باهوش و اهل ادب توصیف شده‌است. روایت‌های بسیاری از سوارکاری، تیراندازی، شمشیرزنی، رقص و آواز خیره‌کنندهٔ مستانه وجود دارد.

#### زنان در ایران قاجاری
زنان در ایران قاجاری وضعیت زنان در ایران قاجاری میان سال‌های ۱۷۸۵ تا ۱۹۲۵ را شامل می‌شود. در دوران قاجار (۱۱۶۴-۱۳۰۴) زنان در جایگاه پایین‌تری نسبت به مردان قرار داشتند. تحقیقی مربوط به سال ۱۸۵۲–۱۸۵۳ از تهران نشان می‌دهد که حداکثر فقط یک درصد زنان صاحب ملک بودند و درصد کمتری حتی مغازه داشتند. امکان تحصیل برای زنان بسیار محدود بوده‌است. (اطلاعات زیادی دردست نیست، اما یک منبع میزان باسوادی زنان را تا سال ۱۳۰۴، ۳٪ می‌آورد) در باور عمومی، باسوادی زنان را مخالف اسلام و برای جامعه خطرناک می‌دانستند (بعضی از روحانیون نیز همواره بر این باور تأکید می‌کردند). باور دیگر این بود که زنان نمی‌توانند باسواد شوند و مغز آنان قدرت پذیرش دانش را ندارد. باسوادی زنان ننگ محسوب می‌شد و بسیاری از زنان باسواد، آن را پنهان می‌کردند؛ مثلاً بعضی از همسران ناصرالدین شاه توانایی خواندن و نوشتن داشتند ولی شاه از این امر اطلاع نداشت.

#### راهپیمایی زنان به سوی ورسای
راهپیمایی زنان به سوی ورسای همچنین راهپیمایی اکتبر یا به‌طور خلاصه راهپیمایی ورسای نامیده می‌شود. راهپیمایی ورسای که یکی از اولین و مهم‌ترین رویدادهای انقلاب فرانسه بشمار می‌رود در صبح روز ۵ اکتبر سال ۱۷۸۹ توسط زنان در بازار پاریس آغاز شد. علت این راهپیمایی نایابی و قیمت بسیار بالای نان در پاریس بود.

### در سده نوزدهم
کنوانسیون سنکا فالز اولین اجلاس حقوق زنان بحساب می‌آید. این اجلاس به عنوان یک گردهمایی برای بررسی وضعیت اجتماعی، مدنی، دینی و حقوقی زنان در سنکا فولز نیویورک تشکیل و در روزهای نوزدهم تا بیستم ماه ژوئیه سال ۱۸۴۸ برگزار شد. با برگزاری این اجلاس در نیویورک، دو هفته بعد در شهرهای دیگر آمریکا از جمله راچستر، نیویورک جلسه مشابهی برگزار شد. کنوانسیون ملی حقوق زنان از جلسات سالانه بود که دیدگاه جنبش حقوق اولیه زنان در ایالات متحده را افزایش داد. کنوانسیون ملی حقوق زنان که اولین بار در سال ۱۸۵۰ در ووستر، ماساچوست تشکیل شد، رهبران مرد و زن را به هم پیوند داد و حمایت گسترده طرفداران نهضت مخالفت با مصرف الکل و مخالفان برده داری را به خود اختصاص داد.
در سال ۱۸۶۱ تزی شیء ملکه قدرتمند و پرنفوذ دودمان چینگ بود. او حکمرانی محافظه کار بود که اصلاحات گوانگجو را برنتافت و او را به حبس خانگی فرستاد. با مرگ او سلسله چینگ بعد از چند سال برچیده شد. او پیش از مرگش پویی دو ساله را به تخت امپراتوری نشاند.
ماری آن کاتن پیروز شد ۲۱ نفر از رفقا، آشنایان، شوهران و بچه‌های خود را در طول یک دهه و با بهره‌گیری از آرسنیک که سلاح مورد علاقه قاتلان دوران ملکه ویکتوریا بود به قتل برساند. مرگ در اثر مسمومیت با آرسنیک به علت شباهت علامت‌ها به راحتی با مرگ در اثر مریضی‌هایی مثل وبا و ذات الریه اشتباه گرفته می‌شد. او در سال ۱۸۷۳ اعدام شد اما با ظهور جک درنده در یک دهه بعد بسیاری نام وی را فراموش کردند.
سارا بارتمن معروفترین زن از حداقل دو زن خوی‌خویی است که به عنوان جاذبه‌های نمایش‌ها عجیب‌الخلقه در سده نوزده در اروپا تحت عنوان «الهه عشق هوتنتوت» به نمایش گذاشته شدند. بارتمن سرتاسر بریتانیا به نمایش گذاشته می‌شود و مردم را سرگرم می‌کند با آنچه به عنوان ویژگی بدنی بسیار عجیب تصور می‌شد. بارتمن تا زمانی که زنده بود هرگز اجازه نمایش این ویژگی را نداد و یک شرح از ظاهر او در لندن در ۱۸۱۰ آشکار می‌سازد که او جامه می‌پوشید اگر چه جامه‌اش تنگ بود. نمایش او سالهای اندکی پس از گذراندن قانون تجارت برده یک رسوایی خلق کرد. رانی جانسی یکی از چهره‌های پیشرو در شورش‌های ۱۸۵۷ هند شد و از نمادهای ملی مقاومت علیه استعمار بریتانیا در هند بشمار می‌رفت.
ساتی یک آیین مذهبی در میان جوامع هندی بود که در آن، زنی که شوهرش را به تازگی از دست داده بود، در مراسم ختم شوهرش، خودش را آتش می‌زد. در هند باستان این رسم اهمیت فرهنگی و دینی بسیاری داشت و نشانه وفاداری زن به شوهر تلقی می‌شد. هر چند بیشتر ساتی‌ها به صورت داوطلبانه انجام می‌گرفت اما فشارهای خانوادگی و اجتماعی و اجبارها زن را به شرکت در این مراسم وامی‌داشت. رسم ساتی هم در بین زنان عادی و هم در بین زنان اشرافی رایج بود و یک فریضه دینی محسوب می‌شد. این سنت دینی از تاریخ ۱۸۲۹م نادر و غیرقانونی شد.
راماوو در یک خانواده معمولی به می‌کرد به علت کمک پدرش به شاه، توانست با راداما شاهزاده ماداگاسکار ازدواج کند. راداما در سال ۱۸۲۸ بدون هیچ وارث و جانشینی مُرد. راماوو می‌خواست خودش بر مسند قدرت بنشیند. به همین دلیل با کمک چندین حامی بانفوذ و ثروتمند کودتایی در کشور به راه انداخت و قدرت را در دست گرفت. به این ترتیب، راماوو نام راناوالونای اول را بر خود گذاشت و به مدت ۳۳ سال (۱۸۲۸ تا ۱۸۶۱) ملکه ماداگاسکار شد. هرکسی که مشکوک به توطئه یا مخالفت بود را سریعاً و به طرز بی رحمانه ای به قتل می‌رساند. بیش از نصف جمعیت ماداگاسکار کشته شدند. ملکه ماداگاسکار از دوره ای به بعد ظاهراً سادیسم داشت.

### در سده بیستم
ملکه ویکتوریا از ۲۰ ژوئن ۱۸۳۷ تا ۱۹۰۱، ملکهٔ پادشاهی متحد بریتانیای کبیر و ایرلند بود. این عهد که دورهٔ ویکتوریایی نامیده می‌شود، با گسترش عظیم امپراتوری بریتانیا همراه و با اوج انقلاب صنعتی مصادف بود؛ عصری از تغییرات عظیم اجتماعی، اقتصادی و فناوری در بریتانیا. ویکتوریا همچنین آخرین فرمانروا از خاندان هانوفر بود. 

سوزان آنتونی لحظاتی قبل از دستگیری و در حال کتک خوردن بخاطر تلاش جهت رأی دادن در انتخابات در سال ۱۸۷۲. او بخاطر ثبت نام برای رأی دادن در انتخابات ۱۰۰ دلار جریمه شد.

حقوق زنان به‌طور قابل توجهی در سده بیستم فراز و فرودهای زیادی داشته‌است. حق رأی زنان به معنی حق شرکت زنان در انتخابات است و از مهم‌ترین رویدادهای تکامل اولیهٔ جنبش‌های مدافع حقوق زنان بود. هواخواهان حق رأی زنان که سافروجتها نیز نامیده می‌شدند؛ کسب حق رأی را مقدمهٔ مشارکت سیاسی زنان در جامعه می‌دانستند. در سال ۱۸۴۸ جنبش حق رأی زنان در ایالات متحده آمریکا به یک جنبش اجتماعی گسترده تبدیل شد. در سال ۱۸۹۳، نیوزیلند نخستین کشوری بود که حق رأی زنان را به رسمیت شناخت. امروزه در میان کشورهایی که مردم می‌توانند در تصمیمات سیاسی و حاکمیتی-دولتی رای دهند، تنها کشورهای عربستان سعودی، بوتان، برونئی و واتیکان هستند که حق زنان برای شرکت در انتخابات را به رسمیت نشناخته‌اند.
نیوزیلند نخستین کشور مستقلی بود که حق رأی زنان در نیوزیلند را به رسمیت شناخت. در سال ۱۸۹۳، قانون انتخابات به نفع مشارکت سیاسی زنان تغییر یافت و در سال ۱۸۹۳ زنان برای نخستین بار در انتخابات ملی آن کشور شرکت کردند. کیت شپارد و ماری آن مولر از مهم‌ترین رهبران هواخواه حق رأی زنان در نیوزیلند بودند. تا سال ۱۹۱۹، زنان در نیوزیلند حق نامزدی در مجلس را نداشتند. نخستین زنی که در مجلس نیوزیلند به نمایندگی برگزیده شد، الیزابت مک کومب بود.
مصرف مواد مخدر در زنان در سده نوزدهم به کرار دیده شد. در اوایل سده ۱۹ در دوره ادو یا کمی قبل‌تر از آن، توتون به ژاپن آمده بود و اغلب معتادان به مصرف توتون زنان بودند. صنعت سیگار از سال ۱۹۲۰ در ایالات متحده یک فعالیت تبلیغاتی با هدف قراردادن زنان آغاز کرد. به دلیل جذابیت زنان، این کمپین‌ها با پیشرفت زمان و برجسته‌تر شدن بازاریابی، تهاجمی‌تر می‌شوند. با بازاریابی هدفمند جنسیتی، از جمله بسته‌بندی و شعارها (به ویژه سیگارهای "باریکتر" و "سبکتر") و تبلیغ زنان سیگاری در فیلم‌ها و برنامه‌های تلویزیونی معروف، صنعت دخانیات توانست درصد زنان سیگاری را افزایش دهد.
در سال ۱۹۰۸، شورای آلدرمن شهر نیویورک به اتفاق آرا مصوبه ای را تصویب کرد که سیگارکشیدن توسط زنان در انظار عمومی را ممنوع می‌کرد.

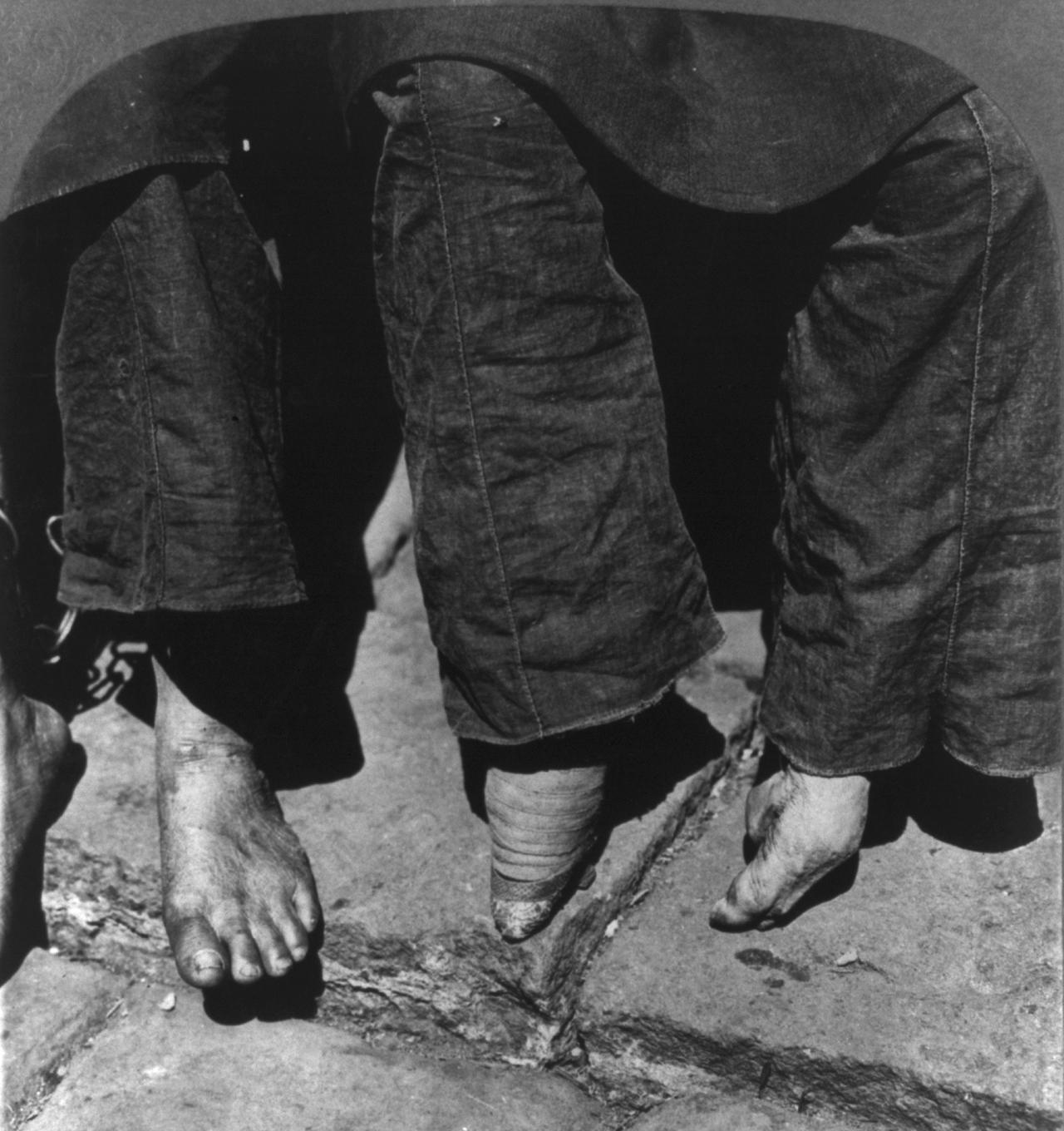
مقایسه پای بسته شده و پای بسته نشده

در چین بستن پا هدف از بستن پاها، متمایز کردن زنان طبقه بالای جامعه از زنان عادی و همین‌طور جلوگیری از «انحراف» زنان بود. بستن پاها کنترل زنان را آسان‌تر می‌کرد زیرا درد ناشی از آن چنان شدید بود که حتی طی کردن مسافت‌های کوتاه را بدون یاری دیگران ناممکن می‌ساخت. در بین طبقات بالای جامعه چین، اگر دختری فاقد پاهای کوچک بود، احتمال یافتن همسری مناسب برای او بسیار ضعیف بود. رسم بستن پاها ادامه پیدا کرد تا زمانی که سلسله مانچو در سال ۱۹۱۱ سرنگون شد.
ماری کوری در سال ۱۹۰۳ به‌طور مشترک با همسرش، پیر کوری و هانری بکرل، موفق به کسب جایزه نوبل در فیزیک و در سال ۱۹۱۱ موفق به کسب آن در زمینه شیمی شد. او اولین زنی بود که موفق به کسب این جایزه شد و همچنین اولین فردی بود که توانست جایزه نوبل را در دو زمینه مختلف علمی دریافت کند. وی یکی از زنان برجسته در علم شیمی بشمار می‌رود.
ویرجینیا وولف بانوی رمان‌نویس، مقاله‌نویس، ناشر، منتقد و فمینیست انگلیسی بود که آثار برجسته‌ای چون خانم دالووی (۱۹۲۵)، به‌سوی فانوس دریایی (۱۹۲۷) و اتاقی از آن خود (۱۹۲۹) را به رشته تحریر درآورده است. وی یکی از زنان برجسته در نویسندگی و شعر بود که در آخر خودکشی کرد.

#### در دودمان پهلوی

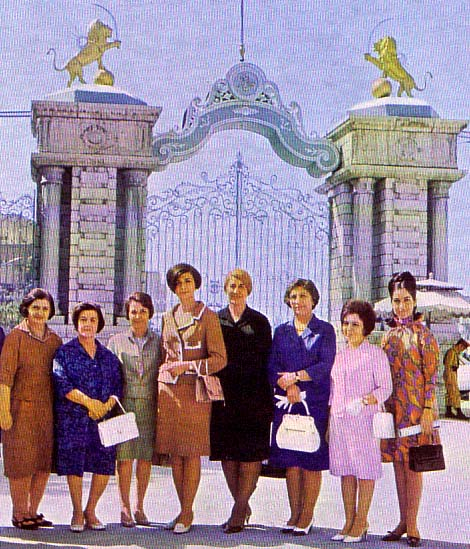
زنان ایرانی پارلمان - سال ۱۳۴۷

مطالعات زنان در دودمان پهلوی مطالعه زنان در دوره ۱۹۲۵ تا ۱۹۷۹ است. در تاریخ ششم بهمن ۱۳۴۱ قانون انتخابات در چهارچوب انقلاب سفید اصلاح شد و دستاورد اصل پنجم انقلاب شاه و مردم شرکت زنان در انتخابات در شرایط حقوقی مساوی با مردان بود چه برای انتخاب شدن و چه برای انتخاب کردن بود. زنان چون مردان توانستند در تعیین سرنوشت خودشان برای نخستین بار نقشی مهم بازی کنند و حق رای به دست آورند.
در پی دادن حق انتخاب شدن و انتخاب کردن برای مجلس شورای ملی در تاریخ ۲۷ فروردین ۱۳۴۲ قانون حمایت خانواده تصویب شد. این قانون طلاق یک طرفه را لغو می‌کرد. چندهمسری به سختی انجام می‌گرفت. زن‌ها حق درخواست طلاق گرفتند و برای سرپرستی کودک نیز مادر به حساب آمد، کودک پس از طلاق یا درگذشت پدر به مادر سپرده شد. اصلاحات دیگری که اصل پنجم انقلاب شاه و مردم در قوانین انتخابات و تدوین قانون به وجود آورد، شرکت در انتخابات و تشکیل انجمن‌های استان و شهرستان، انجمن‌های شهر و ده، قانون نظام صنفی و ایجاد شوراهای آموزش و بهداری بود که مستقیم یا غیرمستقیم حاصل شد.
سید روح‌الله خمینی این تصویب‌نامه قانون انتخابات که دو شرط مرد بودن و مسلمان بودن از آن حذف شده بود، دسیسهٔ خطرناکی برای لطمه زدن به اسلام و روحانیت خواند و در سخنرانی اش در قم گفت: «دولت تصویب نامهٔ خلاف شرع صادر می‌کند، به زن‌ها حق رای می‌دهد، نوامیس مسلمین در شرف هتک است، می‌خواهند دختران نجیب هجده ساله را به نظام اجباری ببرند، دختر و پسر در آغوش هم کشتی می‌گیرند، دختران عفیف مردم در مدارس زیر دست مردها درس می‌خوانند، مردم از گرسنگی تلف می‌شوند و آن‌ها برای استقبال از اربابان خود سیصد هزار تومان گل از هلند می‌آورند، قران اسلام در خطر است، اسرائیل نمی‌خواهد در این مملکت قران باشد، خطر امروز بر اسلام کمتر از خطر بنی امیه نیست، اهل منبر را تهدید می‌کنند، اسرائیل زراعت و تجارت ما را قبضه کرده‌است، دولت روز ننگین هفدهم دی را جشن می‌گیرد، به فرقه ضاله همراهی می‌کند، مطبوعات به روحانیون اهانت می‌کنند»

مارگارت تاچر و محمدرضا پهلوی در کاخ نیاوران (۱۹۷۸)

مارگارت تاچر مارگارت تاچر نخستین نخست‌وزیر زن تاریخ بریتانیا و همچنین رهبر سابق حزب محافظه‌کار بریتانیا بود. وی در سال ۱۹۷۵ به رهبری این حزب برگزیده و چند سال بعد در ۱۹۷۹ با شعار بهبود اوضاع اقتصادی از سوی محافظه‌کاران نامزد شد و به نخست‌وزیری بریتانیای کبیر رسید و تا سال ۱۹۹۰ در هر دو سمت باقی‌ماند. از نظر صلابت سیاسی وی را هم تراز وینستون چرچیل نخست‌وزیر مشهور و با نفوذ دهه‌های ۴۰ و ۵۰ بریتانیا می‌دانند. حمایت تاچر از بازار آزاد، کاهش خدمات دولتی و واگذاری سازمان‌های دولتی به بخش خصوصی، برخی از سیاست‌های مشهور او بود که به «تاچریسم» معروف است. پافشاری بر سیاست‌های اقتدارگرایانه و محافظه‌کارانه وی که منتقدان بسیاری داشت و مقابله او با قدرت گرفتن اتحادیه‌های کارگری در بریتانیا او را به «بانوی آهنین» مشهور کرد.
کشف حجاب در روز هفدهم دی ماه ۱۳۱۴ (۱۹۳۵) با فرمان رضا شاه آغاز شد. رضا شاه در این روز همراه با ملکه پهلوی و دو دخترش شمس و اشرف بدون حجاب به دانشسرای تربیت معلم رفت. رضاشاه در سالن دانشسرا گفت: «سعادت کشور و آینده ملت در دست شما زن‌های ایران است، زیرا شما تربیت کننده نسل آینده این آب و خاک هستید.»

#### قدرتگیری زنان در هند
ایندیرا گاندی نخست‌وزیر، سیاست‌مدار و یکی از برجسته‌ترین و بحث‌برانگیزترین رهبران هند بود. او هنگامی که علیه جنبش جدایی‌طلب خالصتان در پنجاب (هند)، دستور یورش به معبد طلایی را صادر کرد، توسط یکی از محافظانش که پیروی آیین سیک بود، ترور شد.
آرونا آصف علی در جریان نافرمانی مدنی بر ضد حکومت بریتانیا، مدتی را در ۱۹۳۲ و ۱۹۴۱ میلادی در زندان گذراند. او مدتی را نیز در به‌طور مخفیانه زندگی زندگی کرد. در سال‌های ۱۹۴۲ تا ۱۹۴۶ میلادی طی سفرهایی برای تجمیع نیروهای ملی تلاش کرد. او پس از استقلال هند از بریتانیا همچنان به فعالیت سیاسی پرداخت. در ۱۹۵۸ نخستین شهردار دهلی شد. راجکومار آمریت کاور در جنبش استقلال‌طلبی هند فعال بود، بعد از استقلال هند به عنوان نخستین وزیر بهداشت این کشور منصوب شد و از ۱۹۴۷ تا ۱۹۵۷ این سمت را در اختیار داشت.

#### جنگ جهانی دوم و مقاومت فرانسه
|                                                      |  |  |
| سگوئین و کلود رودیر جزو زنان برجسته در مقاومت فرانسه |  |  |

ایرنا برناسکووا روزنامه‌نگار، و نویسنده اهل چکسلواکی بود. وی از فعالین مقاومت چکسلواکی علیه اشغال چکسلواکی در خلال جنگ جهانی دوم بود. او اولین زن چک بود که توسط نازی‌ها اعدام شد.
نور عنایت خان افسر زن بریتانیایی بود که در زمان جنگ جهانی دوم در فرانسه اشغالی به عنوان جاسوس فعالیت می‌کرد. وی سرانجام توسط مأموران رژیم آلمان نازی دستگیر شد و پس از مدتی تیرباران شد.
یولاند بیکمن به زبان‌های انگلیسی، آلمانی و فرانسوی مسلط بود. با شروع جنگ جهانی دوم، او به نیروی هوایی زنان پیوست و در آنجا اپراتوری بی‌سیم را یادگرفت. به دلیل مهارت‌های زبانی‌اش و توانایی کار با بی‌سیم به فرانسه اعزام شد و بعدها توسط نازی‌ها تیرباران شد.
زویا کوسمودمیانسکایا یکی از قهرمانان جنگ بزرگ میهنی روسیه می‌باشد. وی یک پارتیزان روس بود که مدال قهرمانی اتحاد جماهیر شوروی را دریافت کرد. او یکی از محترمترین قهرمانان زن اتحاد جماهیر شوروی سابق بحساب می‌آید.

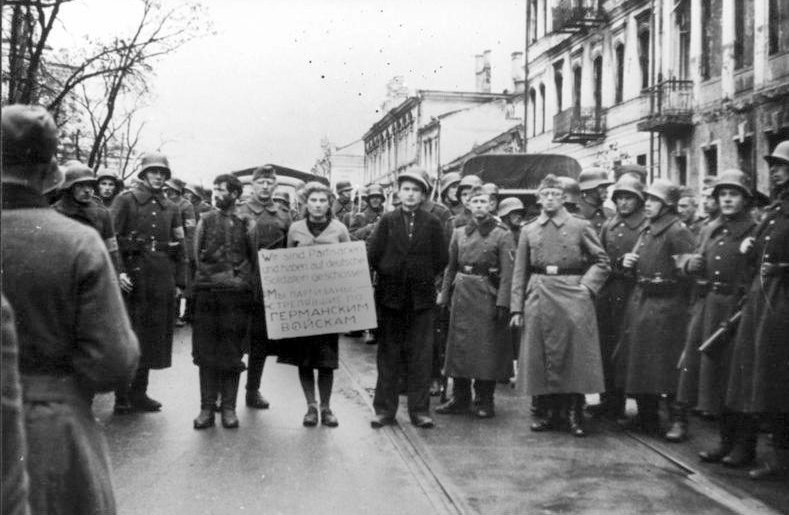
ماشا بروسکینا

ماشا بروسکینا دختر شجاعی اهل بلاروس بود که به عنوان پرستار داوطلب کمک به سربازان زخمی ارتش سرخ شد. او پس از مداوای بیماران به آنها برای فرار کمک می‌کرد. پس از شناسائی او را در مرکز شهر «مینسک» به اعدام شد.
آریادنا اسکریابینا موسیقی‌دان، شاعر، و نویسنده اهل امپراتوری روسیه فعال مقاومت فرانسه بود که در ۲۲ ژوئیه ۱۹۴۴ توسط یک مأمور شبه نظامی فرانسه به قتل رسید. در اشغال فرانسه توسط آلمان، او سازمانده و همچنین عضو فعال مقاومت یهودی فرانسه در جنوب این کشور بود. او در شهر تولوز توسط یک مأمور شبه نظامی فرانسه کمی قبل تر از سقوط رژیم ویشی کشته شد.

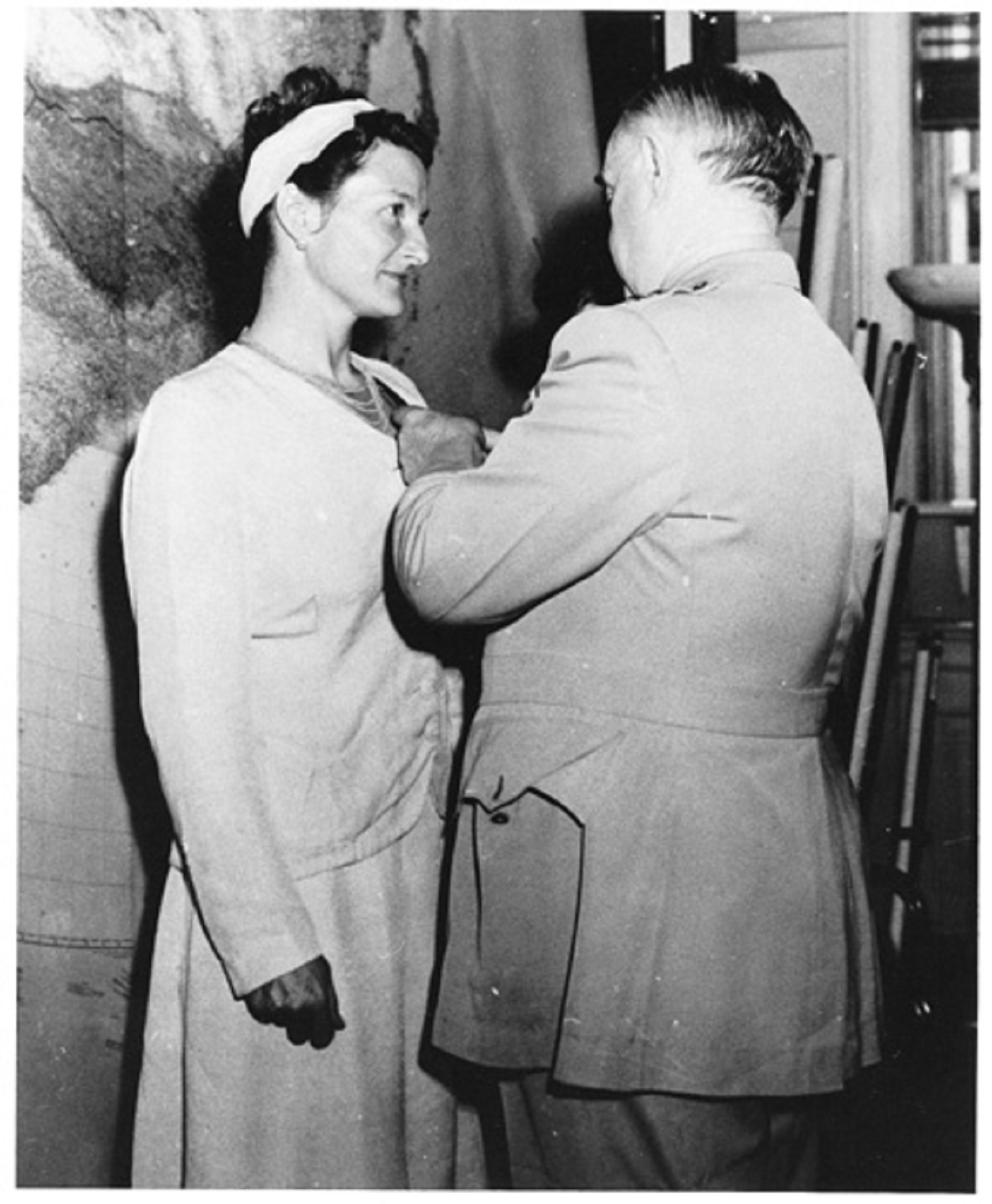
ویرجینیا هال

ویرجینیا هال یک جاسوس آمریکایی که برای اداره عملیات ویژه بریتانیا در طول جنگ جهانی دوم و پس از آن برای اداره خدمات راهبردی و بخش فعالیت‌های ویژه CIA فعالیت می‌کرد. او اولین زن و اولین غیرنظامی بود که به خاطر خدمات او در طول جنگ جهانی دوم، توانست نشان صلیب خدمات برجسته را دریافت کند. آلمانی‌ها و باربی به هال لقب آرتمیس را داده بودند. گشتاپو گزارش داد که او «خطرناک‌ترین جاسوس متفقین» است.
هنگامی که جنگ در اروپا آغاز شد، او خود را به فرانسه رساند و به عنوان راننده آمبولانس در فرانسه مشغول به خدمت شد، تا اینکه فرانسه در اواسط سال ۱۹۴۰ تسلیم شد؛ بنابراین او به بریتانیا رفت و به SOE پیوست. او از اوت ۱۹۴۱ تا نوامبر ۱۹۴۲ تحت عنوان گزارشگر روزنامه نیویورک پست و با اسم رمز «ماری» به جاسوسی در فرانسه مشغول بود. هال از پای مصنوعی خود برای مخفی کردن اسناد و مدارک استفاده می‌کرد. در این مدت او در ایجاد مراکز مقاومت علیه نیروهای ویشی کمک شایانی نمود. در ژوئیه ۱۹۴۳، پس از بازگشت به بریتانیا، به‌طور مخفیانه عضو افتخاری نشان امپراتوری بریتانیا شد. در سال ۱۹۴۴، هال به منظور بازگشت به فرانسه به اداره خدمات راهبردی ایالات متحده OSS، شاخه پیشین سازمان سیا پیوست. هال با اسم رمز «دایان» و در نقش پیرزن سالخورده در یک مزرعه به سازماندهی عملیات خرابکاری، پشتیبانی از گروه‌های مقاومت به صورت اپراتور رادیویی، نقشه‌برداری از مناطق و خرابکاری در جابجایی ارتش آلمان کمک کرد.
اودت هالوز فرد نظامی اهل فرانسه بود. دریافت کننده نشان صلیب جرج از انگلستان و نشان امپراتوری بریتانیا، که همچنین به نام اودت چرچیل شناخته می‌شود، افسر اطلاعاتی متفقین در جنگ جهانی دوم بود. موفقیت‌ها و استقامت او در برابر بازجویی‌های وحشیانه در زمان جنگ جهانی دوم، که همچنین در کتاب و یک فیلم به ثبت رسید، او را تبدیل به یکی از معروف‌ترین اعضای هیئت رئیسه عملیات ویژه، سازمان خرابکاری و جاسوسی بریتانیا، کرد. او همچنین در بین افراد کمی بود که از زندان‌های نازی‌ها جان سالم بدر برد.
نانسی ویک فرد نظامی اهل نیوزیلند بود. نانسی ویک به عنوان جنگجویی بی‌رحم و میخواره‌ای قهار شهرت داشت. توانایی گریز نانسی باعث شد گشتاپو لقب موش سفید را به او بدهند.

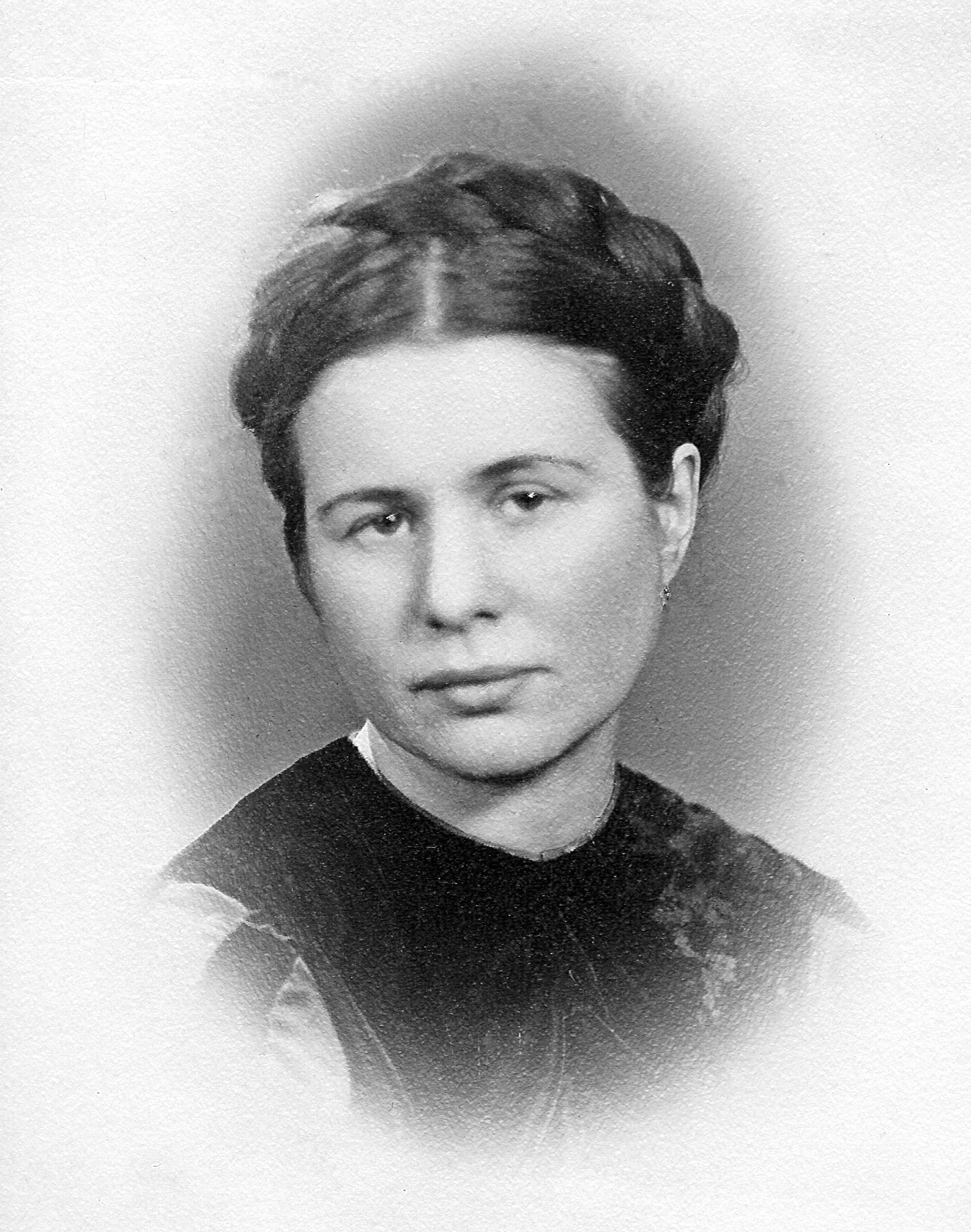
ایرنا سندلروا یک مددکار اجتماعی اهل لهستان

ایرنا سندلروا یک مددکار اجتماعی اهل لهستان و یک کاتولیک بود که در سازمان زیرزمینی لهستانی و مقاومت زگوتا (Żegota) در ورشو تحت اشغال آلمان نازی در جنگ جهانی دوم خدمت می‌کرد. ایرنا سندلر با کمک برخی از اعضای دیگر زگوتا جان ۲۵۰۰ کودک یهودی را از راه انتقال قاچاقی آن‌ها به خارج از محله یهودی‌نشین ورشو نجات داد. او آن‌ها را با ارائه مدارک جعلی، و پناه دادن در خانه‌های فردی و گروهی در خارج از محله یهودی‌نشین از دسترس نیروهای آلمانی نجات داد.

#### جنگ سرد
الزا تریوله نویسنده اهل امپراتوری روسیه بود. او از مبارزان نهضت مقاومت فرانسه بود و برندهٔ جوایزی همچون جایزه گنکور شده‌است. او همچنین با اسم مستعار لوران دانیل نیز شناخته می‌شود. او همسر لویی آراگون، شاعر سورئالیست اهل فرانسه بود.
در سال ۱۹۵۲ الیزابت دوم با درگذشت پدرش در فوریه ۱۹۵۲ رئیس اتحادیه کشورهای همسود و ملکه سلطنتی هفت کشور مستقل مشترک‌المنافع شد: بریتانیا، کانادا، استرالیا، نیوزیلند، آفریقای جنوبی، پاکستان و سیلان. در دوره فرمانروایی او به عنوان یک ملکه مشروطه، تغییرات سیاسی عمده‌ای به وقوع پیوسته‌اند، از جمله تفویض قدرت به دولت‌های محلی در بریتانیا، انتقال حاکمیت ملی کانادا به این کشور از بریتانیا، و استعمارزدایی از آفریقا.
ژوزفین بیکر رقاص، خواننده، و بازیگر زادهٔ ایالات متحده آمریکا بود. وی بین سال‌های ۱۹۲۱ تا ۱۹۷۵ میلادی فعالیت می‌کرد. بیکر در سال ۱۹۳۷ شهروند فرانسه گردید. او همچنین یک فعال جنبش حقوق مدنی آمریکایی‌های آفریقایی‌تبار بود. از فیلم‌هایی که وی در آن نقش داشته‌است، می‌توان به زلیگ اشاره کرد.

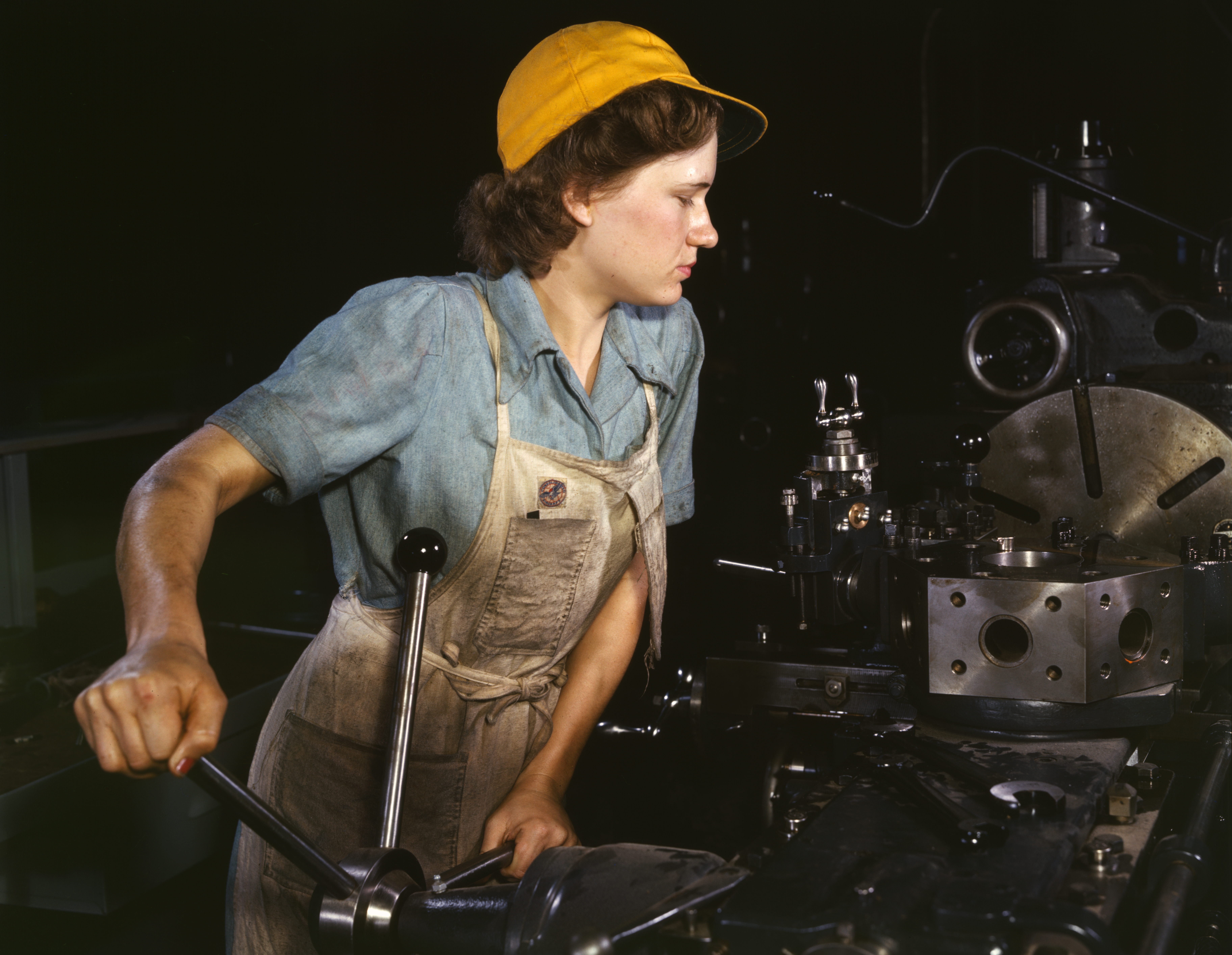
رزی پرچ‌کن

ادیت پیاف خوانندهٔ کاباره‌ای و شانتوز برجستهٔ تاریخِ موسیقی فرانسه و از چهره‌های شاخص این کشور در دهه‌های ۱۹۴۰ و ۱۹۵۰ بود. دو ترانهٔ «زندگی به‌رنگ صورتی» و «حسرت هیچ چیز را نمی‌خورم» او دارای شهرت جهانی است.
صبیحه گوکچن خلبان زن اهل ترکیه و دخترخوانده آتاتُرک بود. بنابر اطلاعات دانشگاه هوایی (وابسته به نیروی هوایی ایالات متحده)، صبیحه گوکچن در سن ۲۳ سالگی اولین خلبان زن هواپیماهای جنگنده در سرتاسر جهان است. او یکی از هشت کودکی بود که مصطفی کمال آتاترک آن‌ها را به فرزندخواندگی پذیرفته بود. فرودگاه بین‌المللی صبیحه گوکچن در استانبول به یاد او نامگذاری شده‌است.
آنا آخماتووا کی از مهترین شاعران روسیه در سده بیستم محسوب می‌شود و نامش در فهرست نهایی نامزدانِ جایزه نوبل ادبیات در سال ۱۹۶۵ قرار گرفت. او یکی از بنیان‌گذاران مکتب شعری آکمه‌ایسم بوده‌است. بن‌مایه‌های اشعار وی را گذر زمان، خاطرات و یادبودهای گذشته، سرنوشت زن هنرمند و دشواری‌ها و تلخی‌های زیستن و نوشتن در زیر سایه استالینیسم تشکیل می‌داد. وی یکی از زنان برجسته در شعر بود که در زمان جنگ سرد درخشید.

#### زنان در جمهوری اسلامی
برخی کارشناسان، قوانین جزایی نظام جمهوری اسلامی ایران در قبال زنان را از «خشن‌ترین قوانین جهان» دانسته‌اند. حکم سنگسار سکینه محمدی آشتیانی در این مورد در سال ۲۰۱۰ این موضوع را زیر نور مجامع بین‌الملل قرار داد.
در حال حاضر اصل ۱۱۵ قانون اساسی جمهوری اسلامی ایران ایران رجال را واجد شرایط برای مقام‌های بلند دولتی می‌داند و مراد از آن را فقط مردان تفسیر می‌کنند، و نظام عدالت ایران شهادت زن را برابر نصف شهادت یک مرد می‌داند. برخی روحانیون حضور یک زن به عنوان ورزشکار جلودار تیم ملی المپیک ایران در مراسم افتتاحیه المپیک ۲۰۰۸ پکن را مورد انتقاد قرار داده‌اند. یوسف صانعی با قوانینی همچون قانون حمایت از خانواده ۱۳۹۱ که برخی آن را زن‌ستیز نامیده‌اند، به مخالفت برخاست.
زنان در جمهوری اسلامی فاقد حقوق اجتماعی هستند. برای مثال خوانندگی، انتخاب در پوشش، حضور زنان در ورزشگاه‌ها و…

#### اتو کردن پستان
اتو کردن پستان بیشتر در کشور کامرون برای کاهش جذابیت جنسی دختران کمتر در معرض تجاوز و ازدواج زودهنگام قرار بگیرند، انجام می‌شود.

#### آلت دوزی
آلت‌دوزی توسط سازمان بهداشت جهانی به عنوان برداشتن لبه کوچک و لبه بزرگ و بخیه زدن فرج تعریف شده‌است. هم‌اکنون این کار بیش‌تر در شمال شرقی آفریقا، به ویژه جیبوتی، اریتره، اتیوپی، سومالی و سودان صورت می‌پذیرد. در زمان ازدواج، آلت زنی که این عمل بر روی وی انجام گرفته، توسط کیر شوهر یا توسط چاقو باز می‌شود و در زمان زاییدن نیز سوارخ را عمیق‌تر می‌کنند و پس از آن دوباره آن را می‌بندند که به آن «آلت‌دوزی دوباره» نیز می‌گویند. این عمل سبب دردهای شدید مزمن، اختلالات ادراری، عدم باروری، دشواری زایش، فیستول زایمانی و خونریزی منجر به مرگ می‌شود.

#### جنگ بوسنی
در طول جنگ بوسنی، نیروهای صرب استراتژی سوءاستفاده جنسی از هزاران زن و دختر مسلمان در جنگ (تجاوز جنسی در جنگ) بوسنیایی را در پیش گرفتند. اطلاع دقیقی از تعداد قربانیان تجاوز سیستماتیک صرب‌ها در دست نیست اما تخمین‌هایی در حدود ۲۰ تا ۵۰ هزار مورد موجودند. تجاوزهای دسته‌جمعی بیشتر در شرق بوسنی و سارایوو صورت گرفتند. تعداد زیادی از درجه‌داران و سربازان صرب بعدها در دادگاه به انجام جنایت جنگی متهم گشتند.

#### آموزشگاه خیاطی سوزن‌طلا
آموزشگاه خیاطی سوزن‌طلا یک مدرسهٔ دخترانهٔ زیرزمینی و پنهان در هرات و دروران حاکمیت طالبان بود. بر اساس تفسیر صریح طالبانی از شریعت، زنان و دختران اجازه تحصیل و کسب علم را ندارند. این شهر به دلیل فرهنگی بودن و حضور شیعیان در آن، تحت شدیدترین کنترل‌های عقیدتی طالبان قرار داشت.

### در سده بیست و یکم
آیلین وورنوس یک قاتل زنجیره‌ای اهل ایالات متحده آمریکا بود. او در سال ۲۰۰۲ میلادی به جرم کشتن حداقل ۷ مرد در اواخر دهه ۱۹۸۰ و اوایل دهه ۱۹۹۰ میلادی اعدام شد. وی یکی از چهره‌های ترسناک میان جامعه زنان است.

#### ممنوعیت روبنده
روبنده در ابتدای سده بیست و یکم توسط بیشتر کشورهای اروپایی منع و محدود شد. همچنین گزارش‌های تخلفات سرقت از مغازه‌ها با جاسازی اجناس زیر چادرها، به این محدودیت‌ها افزود.

#### روز ملی چاک سینه
روز ملی چاک سینه رویدادی سالانه است که در آن زنان با پوشیدن لباس‌هایی یقه باز چاک سینه خود را نمایان می‌کنند . این روز نخستین بار در آوریل ۲۰۰۲ در آفریقای جنوبی برگزار شد. یکی از هدف‌های این روز تشویق بانوان به نشان دادن چاک سینه‌شان و زیبایی‌های این بخش بدنشان است. همچنین بخشی از پول جمع شده در این روز صرف پژوهش‌هایی در ارتباط با درمان سرطان سینه می‌شود.

#### ‏بریدن آلت زنانه

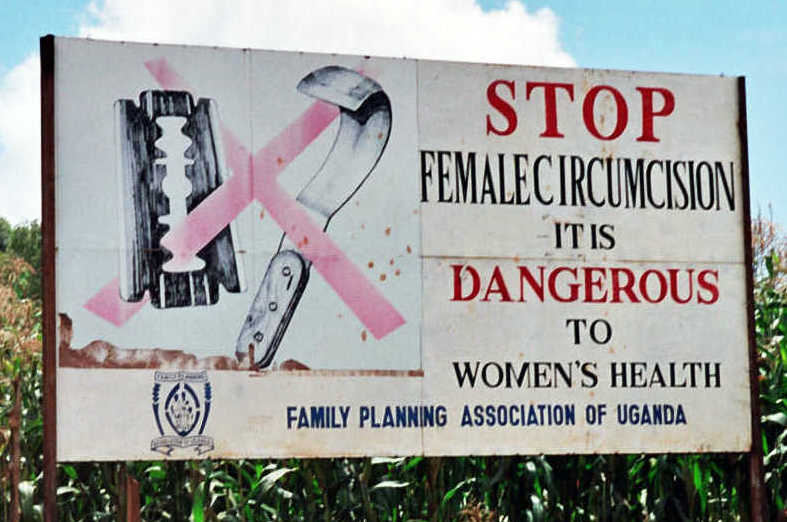
یک بنر تبلیغاتی در نفی مثله‌کردن جنسی زنان در جاده‌ای در کاپچوروا، اوگاندا

از سال ۲۰۰۳ به ابتکار کمیته بین آفریقایی مناسک سنتی تأثیرگذار بر سلامت زنان و کودکان و با تصویب کمیسیون حقوق بشر سازمان ملل روز ۶ فوریه هرسال به عنوان روز بین‌المللی عدم هرگونه مدارا با مثله کردن جنسی زنان نامگذاری شده‌است. به گفته مدیر بنیاد جمعیت سازمان ملل، تورایا احمد عبید، این بنیاد خواستار تعهد جدی‌تر دولت‌ها برای سرمایه‌گذاری و اجرای برنامه‌هایی جهت پیشگیری از این عمل است و تأیید می‌کند که بین ۱۲۰ تا ۱۴۰ میلیون زن در سراسر جهان، ناقص‌سازی جنسی شده‌اند و سه میلیون دختر هر ساله در معرض خطر آن قرار دارند.

#### آمینه تایلر
آمینه تایلر یک وبلاگ‌نویس، و دانش‌آموز اهل تونس است. وی یکی از اعضای خیزش فمن است که مارس ۲۰۱۳ تصویر از سینه‌های برهنهٔ خود در فیسبوک پخش کرد و روی آن نوشت «جسدم مال من است و شرف کسی نیست» (جسدی ملکی لیس شرف أحد). به دلیل اینکه این نوع کار در تونس سابقه نداشته‌است کار وی در تونس باعث ایجاد جنجال در میان مردم شد. اما این کار توسط گروه‌های لیبرال تونسی مورد حمایت قرار گرفت.

#### کارزار ممه‌لرزه
کارزار ممه‌لرزه نام کارزاری بود که در آوریل ۲۰۱۰ در واکنش به سخنان کاظم صدیقی، امام جمعه موقت تهران، در مورد زمین‌لرزه و نقش زنان بدحجاب در وقوع آن، در شبکهٔ اجتماعی فیس‌بوک به راه افتاد. حدود ۲۰۰ هزار نفر در ۲۶ آوریل در «سینه لرزه» شرکت کردند. بعضی از زن‌ها با لباس‌هایی که شکاف بین سینه‌هایشان را در معرض دید قرار می‌داد به فعالیت‌های روزانه خود پرداختند اما بعضی دیگر در سرتاسر آمریکا دست به تجمعاتی زدند که توجه رسانه‌ها را به خود جلب کرد. آن‌ها پلاکاردهایی در دست داشتند که بر روی آن‌ها نوشته بود «خط سینه برای علم»، «عفو عمومی» و «خدا از سینه متنفر است».

#### باند صورتی
در سال ۲۰۱۰ باند صورتی گروهی ۱۴۰ هزار نفری از زنان هندی بود که با بی‌عدالتی علیه زنان -از قبیل خشونت جنسی و جسمی، بی‌سوادی، ازدواج در سن پایین، زورگویی خانواده شوهر و نابرابری اجتماعی مبارزه کردند.

#### دوشیزه مسلمان دنیا

دوشیزه مسلمان دنیا

اکا شانتی، مؤسس انجمن زنان مسلمان و بنیان‌گذار مراسم دختر شایسته جهان اسلام، هدف از راه‌اندازی چنین رقابت‌هایی را ایجاد آلترناتیو اسلامی در مقابل رقابت‌های دختر شایسته جهان توصیف می‌کند. اکا شانتی تا سال ۲۰۱۰ گوینده خبر تلویزیون اندونزی بود اما بعد از آنکه در مقابل درخواست مدیران خود برای برداشتن حجابش مخالفت کرد، از کار اخراج شد و بعد از آن تصمیم گرفت با همکاری انجمن زنان مسلمان اندونزی دوشیزه مسلمان دنیا را راه‌اندازی کند.

#### فرهنگ تجاوز
در سال ۲۰۱۱ در تورنتو، پس از اینکه یک افسر پلیس تورنتو برای پیشگیری از تجاوز جنسی پیشنهاد کرد که زنان باید از پوشیدن لباس‌های نامناسب مانند سلیطه‌ها خودداری کنند. بعد از کانادا، تظاهرات متعاقبی در سر تا سر جهان در اعتراض به فرهنگ تجاوز رخ داد.

#### راهبه‌های انقلابی
راهبه‌های انقلابی گردانی متشکل از حدود ۴۰ الی ۴۰۰ محافظ معمر قذافی، رهبر سابق لیبی بود که همگی اعضای آن زن بودند. قذافی همه این محافظان را به نام دختر خود عایشه صدا می‌زده‌است. به دنبال جنگ داخلی لیبی و سقوط طرابلس به دست نیروهای هوادار شورای ملی انتقالی، یکی از محافظان ۱۹ ساله قذافی به نام «نسرین منصور الفرقانی» مدعی شد که قذافی و پسرانش به محافظان تجاوز جنسی می‌کرده‌اند. او همچنین گفته‌است که محافظان را مجبور می‌کرده‌اند تا معترضان را بکشند، و در غیر این صورت خودشان را می‌کشتند.

#### تجاوزات در دهلی
در طی تجاوز گروهی ۲۰۱۲ دهلی دختری ۲۳ ساله، سوار یک اتوبوس می‌شود و مورد حملهٔ ۶ مسافر مست و رانندهٔ اتوبوس قرار می‌گیرد. این ۶ مسافر که یکی از آنها یک پسر ۱۷ ساله بوده‌است همراه با رانندهٔ اتوبوس به مدت یک ساعت به این دختر جوان تجاوز می‌کنند و پسر همراه وی را کتک می‌زنند. سپس وی را همراه با پسری که همراهش بوده‌است با میلهٔ آهنی کتک می‌زنند و آنها را از اتوبوس به بیرون پرت می‌کنند.

#### ابتلا به سرطان تخمدان
در سال ۲۰۱۲، شمار ۲۳۹۰۰۰ زن در سطح جهان به سرطان تخمدان مبتلا شدند که ۱۵۲۰۰۰ مورد تلفات به همراه داشت. طبق این آمار، این بیماری به عنوان هفتمین-نوع رایج سرطان و-هشتمین عامل مرگ ناشی از سرطان در زنان شناخته شد. این بیماری نسبت به آفریقا و آسیا، در آمریکای شمالی و اروپا رایج تر است.

#### آزادی پستان

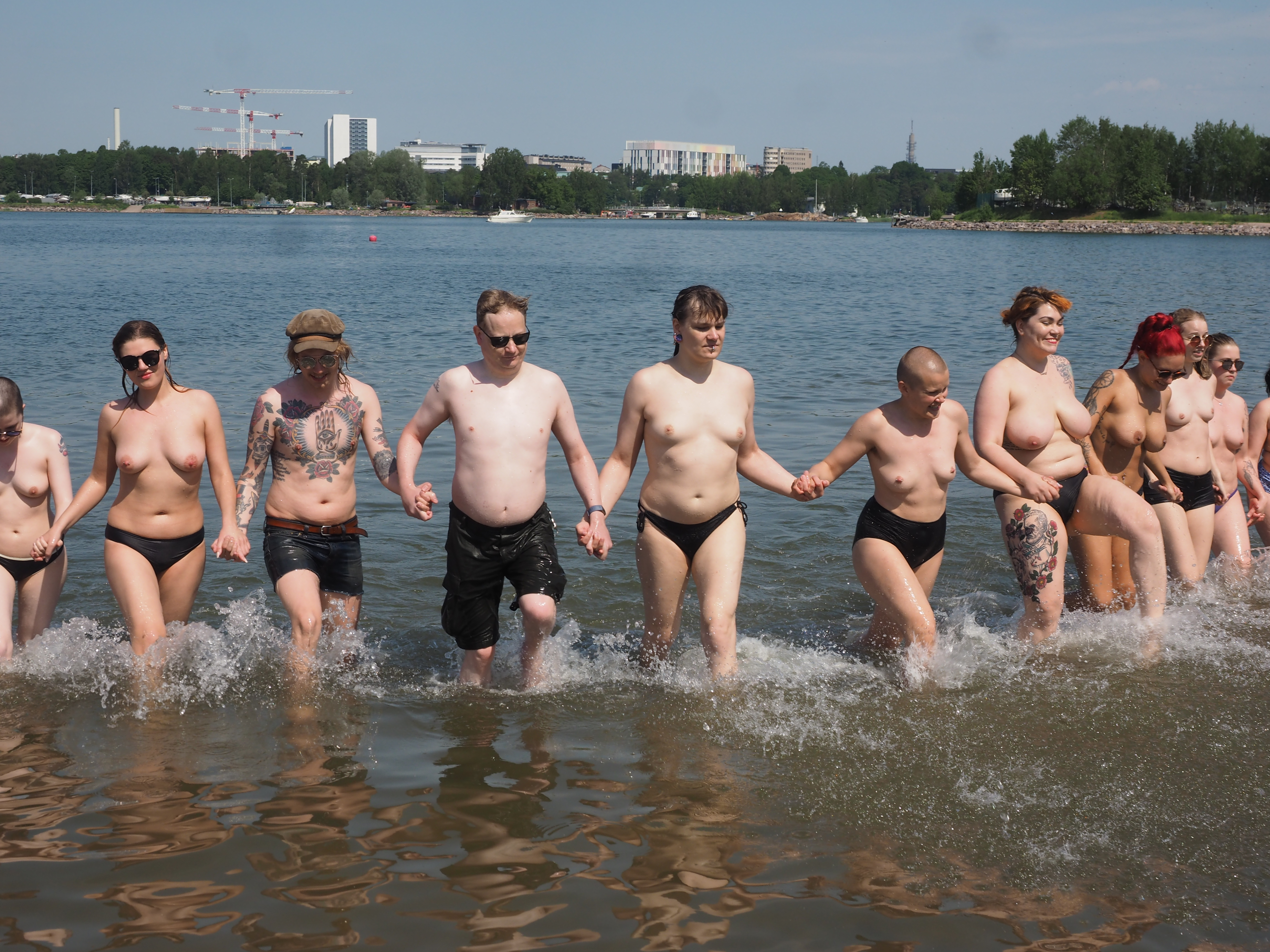
گروهی از زنان و مردان بدون پوشاندن پستان در سواحل هلسینکی، فنلاند برای حمایت از برابری سینه‌لختی

آزادی پستان یک کارزار تساوی‌طلبانه جنسیتی است که لینا اسکو پس از ساخت فیلم آزادی پستان در سال ۲۰۱۴ آن را آغاز نمود. این کارزار بر آن است که قانون می‌بایست آزادی و حمایت یک‌سانی برای زنان و مردان قائل باشد. این جنبش قصد دارد برابری جنسیتی را گسترش و با فتیش پستان و شیءانگاری جنسی مقابله کند. هدف این کارزار برابری نمایش عضو پستان مانند مردان و برداشتن سانسور اینترنتی است.

#### بیوه سفید
بیوه سفید فرزند یک سرباز ایرلندی است که در منطقه کانتی دان ایرلند زندگی می‌کرده‌است. او بوسیله اینترنت با جرمی لیندسی یک مسلمان افراطی جامیکایی‌تبار آشنا و پس از گرویدن به اسلام با وی ازدواج می‌کند. گمان می‌رود وی مغز متفکر عملیات تروریستی سال ۲۰۱۳ گروه الشباب (وابسته به القاعده) در یک مرکز خرید در نایروبی پایتخت کنیاست. در این حملهٔ ستیزه‌جویان الشباب به مرکز خرید «وستلند» در نایروبی، دست‌کم ۶۰ نفر ازجمله یک دیپلمات کانادایی و چند توریست غربی کشته و ۱۶۰ نفر زخمی شدند. رسانه‌های انگلیس به این دلیل به او بیوه سفید می‌گویند زیرا مبارزین چچنی که از حملات تروریستی برای اهداف خود استفاده می‌کردند به زنان چچنی که برای انتقام خون شوهران خود به عملیات انتحاری دست می‌زده‌اند و به آنها «بیوه سیاه» می‌گفتند. پلیس اینترپل به درخواست دولت کنیا برای دستگیری او هشدار قرمز (بالاترین هشدار انترپل) در ۱۹۰ کشور عضو اینترپل صادر کرده‌است.

#### شکنجه فرخنده
فرخنده ملکزاده دختر ۲۷ سالهٔ تاجیک‌تبار افغانستانی، از اهالی کابل که به اتهام سوزاندن قرآن در مسجد شاه دوشمشیره در سال ۲۰۱۵ در پی حملهٔ صدها تن از مردان خشمگین کشته و سپس جسدش در بستر خشک دریای کابل سوزانده شد. انتشار فیلم‌های کوتاهی از لحظات حمله به وی که بیشتر با تلفن همراه گرفته شده‌است، بازتاب‌های فراوانی در رسانه‌های جهان به‌دنبال داشت.
در پی قتل این دختر اعتراضات زیادی در فضای مجازی افغانستان شکل گرفت. فرخنده سه روز بعد در حالی که تعدادی از زنان تابوت او را بر دوش داشتند به خاک سپرده شد.

#### ایجاد ویکی‌پروژه نو
زنان قرمز ویکی‌پروژهای است که به تبعیض جنسیتی در محتوای ویکی‌پدیا می‌پردازد. از آنجایی که تقریباً به ازای هر یک مقاله مرتبط به زنان، پنج مقاله مرتبط به مردان وجود دارد، این پروژه بر ایجاد محتوای مربوط به زندگی‌نامه زنان، آثار زنان و مسائل زنان متمرکز است.

#### جنبش من هم
جنبش من هم یک جنبش و هشتگ اینترنتی بود که رسانه‌های اجتماعی در اکتبر ۲۰۱۷ گسترش پیدا کرد و بارها به اشتراک گذاشته شد. این هشتگ برای نشان دادن شیوع گستردهٔ تجاوز و آزار جنسی، به ویژه در محیط کار و محکوم کردن آن مورد استفاده قرار گرفت. این هشتگ در ایجاد اتهاماتی مبتنی بر اذیت و آزار جنسی هاروی واینستین تهیه کنندهٔ آمریکایی آغاز شد.

#### زن کثیف
عبارتی بود که دونالد ترامپ، نامزد ریاست‌جمهوری ۲۰۱۶ آمریکا، در جریان مناظره انتخاباتی سوم در اشاره به رقیب خود، هیلاری کلینتون گفت. این عبارت پوشش گسترده‌ای پیدا کرد و به شعاری برای رأی‌دهندگان زن تبدیل شد. همچنین جنبشی فمینیستی به همین نام نیز ایجاد شد.

#### راه‌پیمایی ۲۰۱۷ زنان
راه‌پیمایی ۲۰۱۷ زنان یک روز پس از مراسم تحلیف دونالد ترامپ به عنوان رئیس‌جمهور ایالات متحده آمریکا سازماندهی و برگزار شد و طی آن شرکت‌کنندگان علیه سیاست‌های رئیس‌جمهور جدید آمریکا در ارتباط با حقوق زنان، دست به راهپیمایی زدند. چهره‌های شناخته شده‌ای چون اسکارلت یوهانسون، آمریکای فررا، اشلی جاد، گلوریا استاینم و مایکل مور کارگردان سینما در میان سخنرانان بودند و مدونا نیز در این مراسم شرکت داشت.

#### تجاوز گروهی در حیدرآباد
در سال ۲۰۱۹ طی تجاوز گروهی در حیدرآباد به زن مرد دامپزشک، پس از تجاوز به زن جوان وی، با ریختن بنزین به روی بدنش آن را سوزانده و به قتل رسانده‌اند.

#### مهسا امینی
پس از به قتل رساندن مهسا امینی توسط مأموران گشت ارشاد جمهوری اسلامی ایران موجب خیزش ۱۴۰۱ ایران شد. این اعتراضات گسترده در ایران و جهان علیه این اقدام پدید آمد. بعدها نیلوفر فولادی به خاطر تهدید به مرگ شدن در ایران، دلیل برهنه شدن خود در هلند را، مشکل حکومت ایران با بدن زنانه خویش اعلام کرد. صداوسیمای جمهوری اسلامی ایران در اقدامی بسیار کوبند و بی‌پروا فیلم صحبت‌های جنجالی وی بصورت برهنه میان مردمان در هلند را از تلویزیون پخش کرد. مردمان کشورهای اروپایی نیز از آزادی برهنگی در اماکن عمومی که در بیشتر کشورهای جهان غرب قانونی است؛ دفاع کردند.

## تحقیقات امور زنان
ماه تاریخچه زنان یک ماه اعلام شده سالانه است با تأکید بر مشارکت و نقش زنان در وقایع تاریخ و جامعه معاصر. این بزرگداشت در ماه مارس در ایالات متحده، انگلستان و استرالیا برگزار می‌شود، مطابق با روز جهانی زنان است.